# Desafío 2019: Súper Regiones
Desafío 2019: Súper Regiones fue la decimosexta temporada del reality show colombiano Desafío, producido y transmitido por Caracol Televisión.
Para esta edición, su presentadora principal es Andrea Serna y la anfitriona especial en Playa Oro es la ex-señorita Colombia Daniella Álvarez, ambas llegando a su primera participación como conductoras en este reality. Los premios a otorgar en esta temporada corresponden una suma que ronda los USD$ 1 000 000, entre premio final y los bienes monetarios que son entregados en el desarrollo del programa.

## Producción
La noticia sobre la realización del programa salió oficialmente a la luz en febrero, durante las transmisiones de la primera temporada de La agencia: Batalla de modelos, mediante una nota periodística del Canal Caracol.
La modelo y actriz Catalina Aristizábal, quien había sido la presentadora principal del reality en los últimos dos años, manifestó en su cuenta de Instagram, a principios del mes de marzo, su salida del formato televisivo por razones desconocidas. Días después, la reconocida conductora Andrea Serna, oficializó su participación en el programa durante una emisión del matutino Día a día. Serna fue escogida para esta labor luego del éxito que ha tenido presentando otros formatos del canal, tales como The Wall (2018) y La agencia: Batalla de modelos (2019).
El Desafío se estrenó oficialmente el 20 de mayo de 2019.

## Formato

República Dominicana, lugar donde se lleva a cabo el reality.

En un principio, se desconocía el lugar en el que sería realizada la competencia; pues se había manifestado la probabilidad de ser producida de nuevo en República Dominicana (tal y como ocurrió con las ediciones de 2017 y 2018), o en Costa Rica (con el objetivo de aprovechar sus locaciones paradisíacas). Finalmente, mediante comunicados oficiales, la producción del programa anunció que las playas de Cap Cana serían nuevamente el epicentro en el que se desarrollaría el reality.
En esta ocasión, se cuentan con tres territorios en los que convivirán semanalmente los participantes: Playa Oro, Playa Plata y Playa Bronce, los cuales son disputados mediante el Desafío Territorial.
En las competencias se enfrentarán los tradicionales equipos de Costeños, Cafeteros, Antioqueños, Vallecaucanos, Cachacos y Santandereanos; sin embargo, para esta ocasión, se sumarán otros cuatro equipos con regiones que nunca antes habían participado: Amazónicos, Llaneros, Tolima Grande y Pastusos. En un inicio, se había pensado en incluir 12 regiones, conformadas por las diez anteriores, más el departamento de Boyacá (Boyacos), y una disputa que se jugaría entre la región del Chocó (Chocoanos) y la región insular colombiana, es decir, provenientes de las Islas de San Andrés y Providencia (Isleños); finalmente se optó por solo diez regiones debido a un límite establecido en el número de participantes del reality y, más adelante, se confirmó oficialmente la no participación de estos grupos antes de realizarse el casting. Adicionalmente, para esta versión cada región estará compuesta por 4 integrantes (2 hombres y 2 mujeres), en vez de 6.
En redes sociales se habló también sobre la posible integración de algunos participantes de la temporada de 2018, del mismo modo en el que, el año anterior, fueron integrados desafiantes de ediciones pasadas. Asimismo, se abrió la posibilidad de que personas de edades más avanzadas pudiesen participar, esto con el objetivo de contar con una mayor diversidad en el reality. No obstante, toda esta información nunca fue oficialmente corroborada.

## Participantes
| Etapa 9 | Etapa 9      | Etapa 9      | Etapa 9      | Etapa 9      | Etapa 9      | Etapa 9      | Etapa 9      | Etapa 9      | Etapa 9      | Etapa 9      | Etapa 9      | Etapa 9      | Etapa 9                                                          | Etapa 9 | Etapa 9                                                       | Etapa 9           |
| Puesto  | Participante | Participante | Participante | Participante | Participante | Participante | Participante | Participante | Participante | Participante | Participante | Participante | Participante                                                     | Edad    | Resultado                                                     | Estadía (en días) |
| ------- | ------------ | ------------ | ------------ | ------------ | ------------ | ------------ | ------------ | ------------ | ------------ | ------------ | ------------ | ------------ | ---------------------------------------------------------------- | ------- | ------------------------------------------------------------- | ----------------- |
| 1/4     |              |              |              |              |              |              |              |              |              |              |              |              | Lairen Bernier Atleta fitness.                                   | 21      | Ganadores del Desafío 2019.                                   | 56 días           |
| 1/4     |              |              |              |              |              |              |              |              |              |              |              |              | Brynnis "Bry" López Olivella Taekwondo.                          | 19      | Ganadores del Desafío 2019.                                   | 56 días           |
| 1/4     |              |              |              |              |              |              |              |              |              |              |              |              | Reikin Herrera Fisiculturismo.                                   | 30      | Ganadores del Desafío 2019.                                   | 56 días           |
| 1/4     |              |              |              |              |              |              |              |              |              |              |              |              | Jerry Karth Calistenia.                                          | 28      | Ganadores del Desafío 2019.                                   | 56 días           |
| 5/8     |              |              |              |              |              |              |              |              |              |              |              |              | Fee Wee Suárez Campeón regional de porrismo.                     | 23      | Finalistas del Desafío 2019.                                  | 56 días           |
| 5/8     |              |              |              |              |              |              |              |              |              |              |              |              | Lizeth "Liz" Mendieta Villanueva Atleta fitness.                 | 28      | Finalistas del Desafío 2019.                                  | 56 días           |
| 5/8     |              |              |              |              |              |              |              |              |              |              |              |              | Clever Alejandro Vargas "Jichi" Deportes autóctonos.             | 24      | Finalistas del Desafío 2019.                                  | 56 días           |
| 5/8     |              |              |              |              |              |              |              |              |              |              |              |              | Diana Gil Bora Campeona nacional de canotaje.                    | 34      | Finalistas del Desafío 2019.                                  | 56 días           |
| Etapa 8 |              |              |              |              |              |              |              |              |              |              |              |              |                                                                  |         |                                                               |                   |
| 9/12    |              |              |              |              |              |              |              |              |              |              |              |              | Robert "Zeus" López Atleta fitness.                              | 29      | Semifinalistas Eliminados En duelo de agilidad y precisión.   | 55 días           |
| 9/12    |              |              |              |              |              |              |              |              |              |              |              |              | Natalia "Naty" Vargas Taekwondo.                                 | 22      | Semifinalistas Eliminados En duelo de agilidad y precisión.   | 55 días           |
| 9/12    |              |              |              |              |              |              |              |              |              |              |              |              | Viviana Rodríguez Crossfit.                                      | 30      | Semifinalistas Eliminados En duelo de agilidad y precisión.   | 55 días           |
| 9/12    |              |              |              |              |              |              |              |              |              |              |              |              | Hernán Darío Guzmán Ipuz Lucha olímpica.                         | 25      | Semifinalistas Eliminados En duelo de agilidad y precisión.   | 55 días           |
| Etapa 7 |              |              |              |              |              |              |              |              |              |              |              |              |                                                                  |         |                                                               |                   |
| 13/16   |              |              |              |              |              |              |              |              |              |              |              |              | Ángela "Angie" Lopera Calistenia.                                | 24      | 7.os Eliminados En duelo de equilibrio y destreza.            | 51 días           |
| 13/16   |              |              |              |              |              |              |              |              |              |              |              |              | Tatiana Rincón "Fénix" Acondicionamiento físico.                 | 25      | 7.os Eliminados En duelo de equilibrio y destreza.            | 51 días           |
| 13/16   |              |              |              |              |              |              |              |              |              |              |              |              | Kevin Cárdenas Crossfit.                                         | 26      | 7.os Eliminados En duelo de equilibrio y destreza.            | 51 días           |
| 13/16   |              |              |              |              |              |              |              |              |              |              |              |              | Didier Mauricio Sepúlveda "Didi" Fisiculturismo.                 | 25      | 7.os Eliminados En duelo de equilibrio y destreza.            | 51 días           |
| Etapa 6 |              |              |              |              |              |              |              |              |              |              |              |              |                                                                  |         |                                                               |                   |
| 17/20   |              |              |              |              |              |              |              |              |              |              |              |              | Daniel Velásquez Zuluaga Acondicionamiento físico.               | 31      | 6.os Eliminados En duelo de rapidez y destreza.               | 47 días           |
| 17/20   |              |              |              |              |              |              |              |              |              |              |              |              | Juan Fernando Moncada Madrid "Jota" Parkour.                     | 25      | 6.os Eliminados En duelo de rapidez y destreza.               | 47 días           |
| 17/20   |              |              |              |              |              |              |              |              |              |              |              |              | María Camila Cartagena Campeona Nacional de Crossfit.            | 19      | 6.os Eliminados En duelo de rapidez y destreza.               | 47 días           |
| 17/20   |              |              |              |              |              |              |              |              |              |              |              |              | Verónica Zuluaga Artes Marciales Mixtas.                         | 22      | 6.os Eliminados En duelo de rapidez y destreza.               | 47 días           |
| Etapa 5 |              |              |              |              |              |              |              |              |              |              |              |              |                                                                  |         |                                                               |                   |
| 21/24   |              |              |              |              |              |              |              |              |              |              |              |              | Wilber Renteria "Lukaku" Acondicionamiento físico.               | 25      | 5.os Eliminados En duelo de equilibrio y agilidad.            | 43 días           |
| 21/24   |              |              |              |              |              |              |              |              |              |              |              |              | Yenny Álvarez Levantamiento olímpico de pesas.                   | 23      | 5.os Eliminados En duelo de equilibrio y agilidad.            | 43 días           |
| 21/24   |              |              |              |              |              |              |              |              |              |              |              |              | Juliana Ocampo Atleta Fitness.                                   | 27      | 5.os Eliminados En duelo de equilibrio y agilidad.            | 43 días           |
| 21/24   |              |              |              |              |              |              |              |              |              |              |              |              | Fabio Arboleda Jiu-jitsu brasilero.                              | 28      | 5.os Eliminados En duelo de equilibrio y agilidad.            | 25 días           |
| Etapa 4 |              |              |              |              |              |              |              |              |              |              |              |              |                                                                  |         |                                                               |                   |
| 25/28   |              |              |              |              |              |              |              |              |              |              |              |              | Andrea Tatiana Morales Triatleta.                                | 23      | 4.os Eliminados En duelo de resistencia, equilibrio y fuerza. | 36 días           |
| 25/28   |              |              |              |              |              |              |              |              |              |              |              |              | Cristian López Tenista.                                          | 32      | 4.os Eliminados En duelo de resistencia, equilibrio y fuerza. | 36 días           |
| 25/28   |              |              |              |              |              |              |              |              |              |              |              |              | Juan David Dueñas Suárez Artes marciales mixtas.                 | 28      | 4.os Eliminados En duelo de resistencia, equilibrio y fuerza. | 36 días           |
| 25/28   |              |              |              |              |              |              |              |              |              |              |              |              | Angelly Portilla Ciclomontañismo.                                | 23      | 4.os Eliminados En duelo de resistencia, equilibrio y fuerza. | 13 días           |
| Etapa 3 |              |              |              |              |              |              |              |              |              |              |              |              |                                                                  |         |                                                               |                   |
| 29/32   |              |              |              |              |              |              |              |              |              |              |              |              | Katherine "Kate" González Atleta fitness.                        | 27      | 3.os Eliminados En duelo de puntería y resistencia.           | 28 días           |
| 29/32   |              |              |              |              |              |              |              |              |              |              |              |              | Daniela Arias Futbolista.                                        | 24      | 3.os Eliminados En duelo de puntería y resistencia.           | 28 días           |
| 29/32   |              |              |              |              |              |              |              |              |              |              |              |              | Arjuna Vásquez "Arju" Acondicionamiento físico.                  | 23      | 3.os Eliminados En duelo de puntería y resistencia.           | 10 días           |
| 29/32   |              |              |              |              |              |              |              |              |              |              |              |              | Henry Villa Atletismo.                                           | 22      | 3.os Eliminados En duelo de puntería y resistencia.           | 3 días            |
| 33      |              |              |              |              |              |              |              |              |              |              |              |              | Karla Maya Natación.                                             | 21      | Retirada Abandona por lesión.                                 | 26 días           |
| 34      |              |              |              |              |              |              |              |              |              |              |              |              | Yei Gamboa Rugby.                                                | 27      | Retirado Abandona por lesión.                                 | 25 días           |
| Etapa 2 |              |              |              |              |              |              |              |              |              |              |              |              |                                                                  |         |                                                               |                   |
| 35/38   |              |              |              |              |              |              |              |              |              |              |              |              | Andrés Felipe "The Shaolín" Lazcano Artes marciales mixtas.      | 30      | 2.os Eliminados En duelo de fuerza, paciencia y agilidad.     | 19 días           |
| 35/38   |              |              |              |              |              |              |              |              |              |              |              |              | Maira Alexandra Muñoz "Malex" Atleta fitness.                    | 21      | 2.os Eliminados En duelo de fuerza, paciencia y agilidad.     | 19 días           |
| 35/38   |              |              |              |              |              |              |              |              |              |              |              |              | Diana Carolina Camacho Tafur Vóleibol playa.                     | 24      | 2.os Eliminados En duelo de fuerza, paciencia y agilidad.     | 19 días           |
| 35/38   |              |              |              |              |              |              |              |              |              |              |              |              | Chayann Jiménez Bailarín profesional de joropo.                  | 27      | 2.os Eliminados En duelo de fuerza, paciencia y agilidad.     | 17 días           |
| 39      |              |              |              |              |              |              |              |              |              |              |              |              | Diego Fernando Lenis Calderón "Ninja" Karate-Do.                 | 29      | Retirados Abandonan por lesión.                               | 17 días           |
| 40      |              |              |              |              |              |              |              |              |              |              |              |              | Brian Aceros Atleta fitness.                                     | 27      | Retirados Abandonan por lesión.                               | 17 días           |
| Etapa 1 |              |              |              |              |              |              |              |              |              |              |              |              |                                                                  |         |                                                               |                   |
| 41/44   |              |              |              |              |              |              |              |              |              |              |              |              | David Franco Campeón distrital de karate.                        | 31      | 1.os Eliminados En duelo de velocidad y resistencia.          | 9 días            |
| 41/44   |              |              |              |              |              |              |              |              |              |              |              |              | Diana Másmela Atleta fitness.                                    | 28      | 1.os Eliminados En duelo de velocidad y resistencia.          | 9 días            |
| 41/44   |              |              |              |              |              |              |              |              |              |              |              |              | Lina Franco Medallista panamericana de Jiu-jitsu.                | 22      | 1.os Eliminados En duelo de velocidad y resistencia.          | 9 días            |
| 41/44   |              |              |              |              |              |              |              |              |              |              |              |              | Joshua Sanabria Acondicionamiento físico.                        | 29      | 1.os Eliminados En duelo de velocidad y resistencia.          | 4 días            |
| 45      |              |              |              |              |              |              |              |              |              |              |              |              | Alejandro "Tabo" Gómez Mapaná Embajador de Crossfit en Colombia. | 35      | Retirado Abandona por lesión.                                 | 7 días            |
| 46      |              |              |              |              |              |              |              |              |              |              |              |              | Santiago Rodríguez Rugby subacuático.                            | 23      | Retirado Abandona por lesión.                                 | 2 días            |

Leyenda
| - Semana 1 - 2 Participante del equipo Amazónicos. Participante del equipo Antioqueños. Participante del equipo Cachacos. Participante del equipo Cafeteros. Participante del equipo Costeños. Participante del equipo Llaneros. Participante del equipo Pastusos. Participante del equipo Santandereanos. Participante del equipo Tolima Grande. Participante del equipo Vallecaucanos. | - Semana 3 - 4 Participante del equipo Amazónicos. Participante del equipo Antioqueños. Participante del equipo Cafeteros. Participante del equipo Costeños. Participante del equipo Llaneros. Participante del equipo Pastusos. Participante del equipo Santandereanos. Participante del equipo Tolima Grande. Participante del equipo Vallecaucanos. | - Semana 5 - 6 Participante del equipo Amazónicos. Participante del equipo Antioqueños. Participante del equipo Cafeteros. Participante del equipo Costeños. Participante del equipo Pastusos. Participante del equipo Santandereanos. Participante del equipo Tolima Grande. Participante del equipo Vallecaucanos. | - Semana 7 - 8 Participante del equipo Amazónicos. Participante del equipo Antioqueños. Participante del equipo Cafeteros. Participante del equipo Costeños. Participante del equipo Pastusos. Participante del equipo Tolima Grande. Participante del equipo Vallecaucanos. |

| - Semana 9 - 10: Participante del equipo Amazónicos. Participante del equipo Antioqueños. Participante del equipo Cafeteros. Participante del equipo Costeños. Participante del equipo Tolima Grande. Participante del equipo Vallecaucanos. | - Semana 11 Participante del equipo Amazónicos. Participante del equipo Antioqueños. Participante del equipo Cafeteros. Participante del equipo Costeños. Participante del equipo Tolima Grande. | - Semana 12 Participante del equipo Amazónicos. Participante del equipo Cafeteros. Participante del equipo Costeños. Participante del equipo Tolima Grande. | - Semana 12 Participante del equipo Amazónicos. Participante del equipo Costeños. Participante del equipo Tolima Grande. |

### Participantes en competencias anteriores
| Katherine "Kate" González | Guerreros Colombia Primera Temporada | 2017 | Campeona |

### Distribución de equipos
- Amazónicos: Provenientes de la Amazonía colombiana, es decir, de los departamentos de Amazonas, Putumayo, Caquetá, Guaviare, Vaupés y Guainía.
- Antioqueños: Provenientes del departamento de Antioquia.
- Cachacos: Provenientes de la ciudad  de Bogotá, capital de Colombia, y alrededores (zona cundinamarquesa)
- Cafeteros: Provenientes del eje cafetero colombiano, conformado por los departamentos de Caldas, Risaralda y Quindio de Colombia.
- Costeños: Provenientes de la costa Caribe colombiana, de los departamentos de Córdoba, Sucre, Cesar, Atlántico, Bolívar, Magdalena, La Guajira y El Archipiélago de San Andrés, Providencia y Santa Catalina.
- Llaneros: Provenientes de los llanos orientales colombianos, de los departamentos de Meta, Casanare, Arauca y Vichada.
- Pastusos: Provenientes del departamento de Nariño.
- Santandereanos: Provenientes de la región de los Santanderes, integrada por los departamentos de Santander y Norte de Santander.
- Tolima Grande: Provenientes de la región comprendida por los departamentos de Tolima y Huila.
- Vallecaucanos: Provenientes del Valle del Cauca y Cauca de Colombia.

| Etapa 1                             | Etapa 1                               | Etapa 1      |
| Equipos                             | Competidores                          | Competidores |
| ----------------------------------- | ------------------------------------- | ------------ |
| Amazónicos                          |                                       |              |
| Lizeth "Liz" Mendieta Villanueva    | Fee Wee Suárez                        |              |
| Diana Gil Bora                      | Clever Alejandro Vargas "Jichi"       |              |
| Antioqueños                         |                                       |              |
| Daniel Velásquez Zuluaga            | María Camila Cartagena                |              |
| Verónica Zuluaga                    | Juan Fernando Moncada Madrid "Jota"   |              |
| Cachacos                            |                                       |              |
| David Franco                        | Alejandro "Tabo" Gómez Mapaná         |              |
| Diana Másmela                       | Lina Franco                           |              |
| Joshua Sanabria                     |                                       |              |
| Cafeteros                           |                                       |              |
| Ángela "Angie" Lopera               | Kevin Cárdenas                        |              |
| Tatiana Rincón "Fénix"              | Didier Mauricio Sepúlveda "Didi"      |              |
| Costeños                            |                                       |              |
| Lairén Bernier                      | Brynnis "Bry" López Olivella          |              |
| Reikin Herrera                      | Jerry Karth                           |              |
| Llaneros                            |                                       |              |
| Andrés Felipe "The Shaolín" Lazcano | Maira Alexandra Muñoz "Malex"         |              |
| Santiago Rodríguez                  | Diana Carolina Camacho Tafur          |              |
| Chayann Jiménez                     |                                       |              |
| Pastusos                            |                                       |              |
| Cristian López                      | Karla Maya                            |              |
| Andrea Tatiana Morales "Tatis"      | Juan David Dueñas Suárez              |              |
| Santandereanos                      |                                       |              |
| Brian Aceros                        | Katherine "Kate" Gónzalez             |              |
| Yei Gamboa                          | Daniela Arias                         |              |
| Tolima Grande                       |                                       |              |
| Robert "Zeus" López                 | Natalia "Naty" Vargas                 |              |
| Viviana Rodríguez                   | Hernán Darío Guzmán Ipuz              |              |
| Vallecaucanos                       |                                       |              |
| Juliana Ocampo "Juli"               | Diego Fernando Lenis Calderón "Ninja" |              |
| Yenny Álvarez                       | Wilber Renteria "Lukaku"              |              |
| Etapa 2                             |                                       |              |
| Amazónicos                          |                                       |              |
| Lizeth "Liz" Mendieta Villanueva    | Fee Wee Suárez                        |              |
| Diana Gil Bora                      | Clever Alejandro Vargas "Jichi"       |              |
| Antioqueños                         |                                       |              |
| Daniel Velásquez Zuluaga            | María Camila Cartagena                |              |
| Verónica Zuluaga                    | Juan Fernando Moncada Madrid "Jota"   |              |
| Cafeteros                           |                                       |              |
| Ángela "Angie" Lopera               | Kevin Cárdenas                        |              |
| Tatiana Rincón "Fénix"              | Didier Mauricio Sepúlveda "Didi"      |              |
| Costeños                            |                                       |              |
| Lairén Bernier                      | Brynnis "Bry" López Olivella          |              |
| Reikin Herrera                      | Jerry Karth                           |              |
| Llaneros                            |                                       |              |
| Andrés Felipe "The Shaolín" Lazcano | Maira Alexandra Muñoz "Malex"         |              |
| Diana Carolina Camacho Tafur        | Chayann Jiménez                       |              |
| Pastusos                            |                                       |              |
| Cristian López                      | Karla Maya                            |              |
| Andrea Tatiana Morales "Tatis"      | Juan David Dueñas Suárez              |              |
| Santandereanos                      |                                       |              |
| Brian Aceros                        | Katherine "Kate" Gónzalez             |              |
| Yei Gamboa                          | Daniela Arias                         |              |
| Tolima Grande                       |                                       |              |
| Robert "Zeus" López                 | Natalia "Naty" Vargas                 |              |
| Viviana Rodríguez                   | Hernán Darío Guzmán Ipuz              |              |
| Vallecaucanos                       |                                       |              |
| Juliana Ocampo "Juli"               | Diego Fernando Lenis Calderón "Ninja" |              |
| Yenny Álvarez                       | Wilber Renteria "Lukaku"              |              |
| Fabio Arboleda                      |                                       |              |
| Etapa 3                             |                                       |              |
| Amazónicos                          |                                       |              |
| Lizeth "Liz" Mendieta Villanueva    | Fee Wee Suárez                        |              |
| Diana Gil Bora                      | Clever Alejandro Vargas "Jichi"       |              |
| Antioqueños                         |                                       |              |
| Daniel Velásquez Zuluaga            | María Camila Cartagena                |              |
| Verónica Zuluaga                    | Juan Fernando Moncada Madrid "Jota"   |              |
| Cafeteros                           |                                       |              |
| Ángela "Angie" Lopera               | Kevin Cárdenas                        |              |
| Tatiana Rincón "Fénix"              | Didier Mauricio Sepúlveda "Didi"      |              |
| Costeños                            |                                       |              |
| Lairén Bernier                      | Brynnis "Bry" López Olivella          |              |
| Reikin Herrera                      | Jerry Karth                           |              |
| Pastusos                            |                                       |              |
| Cristian López                      | Karla Maya                            |              |
| Andrea Tatiana Morales "Tatis"      | Juan David Dueñas Suárez              |              |
| Angelly Portilla                    |                                       |              |
| Santandereanos                      |                                       |              |
| Katherine "Kate" Gónzalez           | Yei Gamboa                            |              |
| Daniela Arias                       | Arjuna Vásquez "Arju"                 |              |
| Henry Villa                         |                                       |              |
| Tolima Grande                       |                                       |              |
| Robert "Zeus" López                 | Natalia "Naty" Vargas                 |              |
| Viviana Rodríguez                   | Hernán Darío Guzmán Ipuz              |              |
| Vallecaucanos                       |                                       |              |
| Juliana Ocampo "Juli"               | Yenny Álvarez                         |              |
| Wilber Renteria "Lukaku"            | Fabio Arboleda                        |              |
| Etapa 4                             |                                       |              |
| Amazónicos                          |                                       |              |
| Lizeth "Liz" Mendieta Villanueva    | Fee Wee Suárez                        |              |
| Diana Gil Bora                      | Clever Alejandro Vargas "Jichi"       |              |
| Antioqueños                         |                                       |              |
| Daniel Velásquez Zuluaga            | María Camila Cartagena                |              |
| Verónica Zuluaga                    | Juan Fernando Moncada Madrid "Jota"   |              |
| Cafeteros                           |                                       |              |
| Ángela "Angie" Lopera               | Kevin Cárdenas                        |              |
| Tatiana Rincón "Fénix escort"       | Didier Mauricio Sepúlveda "Didi"      |              |
| Costeños                            |                                       |              |
| Lairén Bernier                      | Brynnis "Bry" López Olivella          |              |
| Reikin Herrera                      | Jerry Karth                           |              |
| Pastusos                            |                                       |              |
| Cristian López                      | Angelly Portilla                      |              |
| Andrea Tatiana Morales "Tatis"      | Juan David Dueñas Suárez              |              |
| Tolima Grande                       |                                       |              |
| Robert "Zeus" López                 | Natalia "Naty" Vargas                 |              |
| Viviana Rodríguez                   | Hernán Darío Guzmán Ipuz              |              |
| Vallecaucanos                       |                                       |              |
| Juliana Ocampo "Juli"               | Yenny Álvarez                         |              |
| Wilber Renteria "Lukaku"            | Fabio Arboleda                        |              |
| Etapa 5                             |                                       |              |
| Amazónicos                          |                                       |              |
| Lizeth "Liz" Mendieta Villanueva    | Fee Wee Suárez                        |              |
| Diana Gil Bora                      | Clever Alejandro Vargas "Jichi"       |              |
| Antioqueños                         |                                       |              |
| Daniel Velásquez Zuluaga            | María Camila Cartagena                |              |
| Verónica Zuluaga                    | Juan Fernando Moncada Madrid "Jota"   |              |
| Cafeteros                           |                                       |              |
| Ángela "Angie" Lopera               | Kevin Cárdenas                        |              |
| Tatiana Rincón "Fénix"              | Didier Mauricio Sepúlveda "Didi"      |              |
| Costeños                            |                                       |              |
| Lairén Bernier                      | Brynnis "Bry" López Olivella          |              |
| Reikin Herrera                      | Jerry Karth                           |              |
| Tolima Grande                       |                                       |              |
| Robert "Zeus" López                 | Natalia "Naty" Vargas                 |              |
| Viviana Rodríguez                   | Hernán Darío Guzmán Ipuz              |              |
| Vallecaucanos                       |                                       |              |
| Juliana Ocampo "Juli"               | Yenny Álvarez                         |              |
| Wilber Renteria "Lukaku"            | Fabio Arboleda                        |              |
| Etapa 6                             |                                       |              |
| Amazónicos                          |                                       |              |
| Lizeth "Liz" Mendieta Villanueva    | Fee Wee Suárez                        |              |
| Diana Gil Bora                      | Clever Alejandro Vargas "Jichi"       |              |
| Antioqueños                         |                                       |              |
| Daniel Velásquez Zuluaga            | María Camila Cartagena                |              |
| Verónica Zuluaga                    | Juan Fernando Moncada Madrid "Jota"   |              |
| Cafeteros                           |                                       |              |
| Ángela "Angie" Lopera               | Kevin Cárdenas                        |              |
| Tatiana Rincón "Fénix" (escort)     | Didier Mauricio Sepúlveda "Didi"      |              |
| Costeños                            |                                       |              |
| Lairén Bernier                      | Brynnis "Bry" López Olivella          |              |
| Reikin Herrera                      | Jerry Karth                           |              |
| Tolima Grande                       |                                       |              |
| Robert "Zeus" López                 | Natalia "Naty" Vargas                 |              |
| Viviana Rodríguez                   | Hernán Darío Guzmán Ipuz              |              |
| Etapa 7                             |                                       |              |
| Amazónicos                          |                                       |              |
| Lizeth "Liz" Mendieta Villanueva    | Fee Wee Suárez                        |              |
| Diana Gil Bora                      | Clever Alejandro Vargas "Jichi"       |              |
| Cafeteros                           |                                       |              |
| Ángela "Angie" Lopera               | Kevin Cárdenas                        |              |
| Tatiana Rincón "Fénix la escort"    | Didier Mauricio Sepúlveda "Didi"      |              |
| Costeños                            |                                       |              |
| Lairén Bernier                      | Brynnis "Bry" López Olivella          |              |
| Reikin Herrera                      | Jerry Karth                           |              |
| Tolima Grande                       |                                       |              |
| Robert "Zeus" López                 | Natalia "Naty" Vargas                 |              |
| Viviana Rodríguez                   | Hernán Darío Guzmán Ipuz              |              |
| Etapa 8                             |                                       |              |
| Amazónicos                          |                                       |              |
| Lizeth "Liz" Mendieta Villanueva    | Fee Wee Suárez                        |              |
| Diana Gil Bora                      | Clever Alejandro Vargas "Jichi"       |              |
| Costeños                            |                                       |              |
| Lairén Bernier                      | Brynnis "Bry" López Olivella          |              |
| Reikin Herrera                      | Jerry Karth                           |              |
| Tolima Grande                       |                                       |              |
| Robert "Zeus" López                 | Natalia "Naty" Vargas                 |              |
| Viviana Rodríguez                   | Hernán Darío Guzmán Ipuz              |              |
| Final                               |                                       |              |
| Amazónicos                          |                                       |              |
| Lizeth "Liz" Mendieta Villanueva    | Fee Wee Suárez                        |              |
| Diana Gil Bora                      | Clever Alejandro Vargas "Jichi"       |              |
| Costeños                            |                                       |              |
| Lairén Bernier                      | Brynnis "Bry" López Olivella          |              |
| Reikin Herrera                      | Jerry Karth                           |              |

Leyenda
     Participante eliminado.
     Participante que pasa a la siguiente etapa.
Sub: Participante que abandona por lesión.
Notas
1. 1 2 3 4 5 6   El participante tuvo que ser retirado de la competencia por lesión.
2. 1 2 3 4 5 6   El participante ingresa a la competencia en reemplazo de un concursante lesionado.

## Resultados generales
|  |  |  |  |  |  |  |  |  |  |  |  | Bry      | Pierde | Gana        | Gana      | Continúa    | Gana   | Continúa    | Pierde | Sentenciada | Pierde | Gana        | Sentenciada | Gana        | Sentenciada | Ganadores  |  |  |  |  |  |  |  |  |  |  |  |  |  |  |  |  |  |  |  |  |  |  |  |  |  |  |  |  |  |  |  |  |  |  |  |  |  |  |  |
|  |  |  |  |  |  |  |  |  |  |  |  | Lairen   | Pierde | Gana        | Gana      | Continúa    | Gana   | Continúa    | Pierde | Sentenciada | Pierde | Gana        | Sentenciada | Gana        | Sentenciada | Ganadores  |  |  |  |  |  |  |  |  |  |  |  |  |  |  |  |  |  |  |  |  |  |  |  |  |  |  |  |  |  |  |  |  |  |  |  |  |  |  |  |
|  |  |  |  |  |  |  |  |  |  |  |  | Jerry    | Pierde | Gana        | Gana      | Continúa    | Gana   | Continúa    | Pierde | Sentenciado | Pierde | Gana        | Sentenciado | Gana        | Sentenciado | Ganadores  |  |  |  |  |  |  |  |  |  |  |  |  |  |  |  |  |  |  |  |  |  |  |  |  |  |  |  |  |  |  |  |  |  |  |  |  |  |  |  |
|  |  |  |  |  |  |  |  |  |  |  |  | Reikin   | Pierde | Gana        | Gana      | Continúa    | Gana   | Continúa    | Pierde | Sentenciado | Pierde | Gana        | Sentenciado | Gana        | Sentenciado | Ganadores  |  |  |  |  |  |  |  |  |  |  |  |  |  |  |  |  |  |  |  |  |  |  |  |  |  |  |  |  |  |  |  |  |  |  |  |  |  |  |  |
|  |  |  |  |  |  |  |  |  |  |  |  | Liz      | Gana   | Continúa    | Gana      | Continúa    | Pierde | Gana        | Gana   | Continúa    | Gana   | Continúa    | Gana        | Sentenciada | Gana        | Finalistas |  |  |  |  |  |  |  |  |  |  |  |  |  |  |  |  |  |  |  |  |  |  |  |  |  |  |  |  |  |  |  |  |  |  |  |  |  |  |  |
|  |  |  |  |  |  |  |  |  |  |  |  | Diana    | Gana   | Continúa    | Gana      | Continúa    | Pierde | Gana        | Gana   | Continúa    | Gana   | Continúa    | Gana        | Sentenciada | Gana        | Finalistas |  |  |  |  |  |  |  |  |  |  |  |  |  |  |  |  |  |  |  |  |  |  |  |  |  |  |  |  |  |  |  |  |  |  |  |  |  |  |  |
|  |  |  |  |  |  |  |  |  |  |  |  | Fee Wee  | Gana   | Continúa    | Gana      | Continúa    | Pierde | Gana        | Gana   | Continúa    | Gana   | Continúa    | Gana        | Sentenciado | Gana        | Finalistas |  |  |  |  |  |  |  |  |  |  |  |  |  |  |  |  |  |  |  |  |  |  |  |  |  |  |  |  |  |  |  |  |  |  |  |  |  |  |  |
|  |  |  |  |  |  |  |  |  |  |  |  | Jichi    | Gana   | Continúa    | Gana      | Continúa    | Pierde | Gana        | Gana   | Continúa    | Gana   | Continúa    | Gana        | Sentenciado | Gana        | Finalistas |  |  |  |  |  |  |  |  |  |  |  |  |  |  |  |  |  |  |  |  |  |  |  |  |  |  |  |  |  |  |  |  |  |  |  |  |  |  |  |
|  |  |  |  |  |  |  |  |  |  |  |  | Naty     | Gana   | Continúa    | Gana      | Continúa    | Gana   | Continúa    | Gana   | Continúa    | Pierde | Gana        | Gana        | Gana        | Eliminada   |            |  |  |  |  |  |  |  |  |  |  |  |  |  |  |  |  |  |  |  |  |  |  |  |  |  |  |  |  |  |  |  |  |  |  |  |  |  |  |  |
|  |  |  |  |  |  |  |  |  |  |  |  | Viviana  | Gana   | Continúa    | Gana      | Continúa    | Gana   | Continúa    | Gana   | Continúa    | Pierde | Gana        | Gana        | Gana        | Eliminada   |            |  |  |  |  |  |  |  |  |  |  |  |  |  |  |  |  |  |  |  |  |  |  |  |  |  |  |  |  |  |  |  |  |  |  |  |  |  |  |  |
|  |  |  |  |  |  |  |  |  |  |  |  | Hernán   | Gana   | Continúa    | Gana      | Continúa    | Gana   | Continúa    | Gana   | Continúa    | Pierde | Gana        | Gana        | Gana        | Eliminado   |            |  |  |  |  |  |  |  |  |  |  |  |  |  |  |  |  |  |  |  |  |  |  |  |  |  |  |  |  |  |  |  |  |  |  |  |  |  |  |  |
|  |  |  |  |  |  |  |  |  |  |  |  | Zeus     | Gana   | Continúa    | Gana      | Continúa    | Gana   | Continúa    | Gana   | Continúa    | Pierde | Gana        | Gana        | Gana        | Eliminado   |            |  |  |  |  |  |  |  |  |  |  |  |  |  |  |  |  |  |  |  |  |  |  |  |  |  |  |  |  |  |  |  |  |  |  |  |  |  |  |  |
|  |  |  |  |  |  |  |  |  |  |  |  | Angie    | Pierde | Gana        | Pierde    | Gana        | Pierde | Gana        | Gana   | Continúa    | Pierde | Sentenciada | Gana        | Eliminada   |             |            |  |  |  |  |  |  |  |  |  |  |  |  |  |  |  |  |  |  |  |  |  |  |  |  |  |  |  |  |  |  |  |  |  |  |  |  |  |  |  |
|  |  |  |  |  |  |  |  |  |  |  |  | Fénix    | Pierde | Gana        | Pierde    | Gana        | Pierde | Gana        | Gana   | Continúa    | Pierde | Sentenciada | Gana        | Eliminada   |             |            |  |  |  |  |  |  |  |  |  |  |  |  |  |  |  |  |  |  |  |  |  |  |  |  |  |  |  |  |  |  |  |  |  |  |  |  |  |  |  |
|  |  |  |  |  |  |  |  |  |  |  |  | Kevin    | Pierde | Gana        | Pierde    | Gana        | Pierde | Gana        | Gana   | Continúa    | Pierde | Sentenciado | Gana        | Eliminado   |             |            |  |  |  |  |  |  |  |  |  |  |  |  |  |  |  |  |  |  |  |  |  |  |  |  |  |  |  |  |  |  |  |  |  |  |  |  |  |  |  |
|  |  |  |  |  |  |  |  |  |  |  |  | Didi     | Pierde | Gana        | Pierde    | Gana        | Pierde | Gana        | Gana   | Continúa    | Pierde | Sentenciado | Gana        | Eliminado   |             |            |  |  |  |  |  |  |  |  |  |  |  |  |  |  |  |  |  |  |  |  |  |  |  |  |  |  |  |  |  |  |  |  |  |  |  |  |  |  |  |
|  |  |  |  |  |  |  |  |  |  |  |  | Camila   | Pierde | Sentenciada | Bloqueada | Gana        | Pierde | Gana        | Pierde | Gana        | Gana   | Continúa    | Eliminada   |             |             |            |  |  |  |  |  |  |  |  |  |  |  |  |  |  |  |  |  |  |  |  |  |  |  |  |  |  |  |  |  |  |  |  |  |  |  |  |  |  |  |
|  |  |  |  |  |  |  |  |  |  |  |  | Vero     | Pierde | Sentenciada | Bloqueada | Gana        | Pierde | Gana        | Pierde | Gana        | Gana   | Continúa    | Eliminada   |             |             |            |  |  |  |  |  |  |  |  |  |  |  |  |  |  |  |  |  |  |  |  |  |  |  |  |  |  |  |  |  |  |  |  |  |  |  |  |  |  |  |
|  |  |  |  |  |  |  |  |  |  |  |  | Dani     | Pierde | Sentenciado | Bloqueado | Gana        | Pierde | Gana        | Pierde | Gana        | Gana   | Continúa    | Eliminado   |             |             |            |  |  |  |  |  |  |  |  |  |  |  |  |  |  |  |  |  |  |  |  |  |  |  |  |  |  |  |  |  |  |  |  |  |  |  |  |  |  |  |
|  |  |  |  |  |  |  |  |  |  |  |  | Jota     | Pierde | Sentenciado | Bloqueado | Gana        | Pierde | Gana        | Pierde | Gana        | Gana   | Continúa    | Eliminado   |             |             |            |  |  |  |  |  |  |  |  |  |  |  |  |  |  |  |  |  |  |  |  |  |  |  |  |  |  |  |  |  |  |  |  |  |  |  |  |  |  |  |
|  |  |  |  |  |  |  |  |  |  |  |  | Juli     | Pierde | Gana        | Bloqueada | Gana        | Gana   | Continúa    | Pierde | Gana        | Pierde | Eliminada   |             |             |             |            |  |  |  |  |  |  |  |  |  |  |  |  |  |  |  |  |  |  |  |  |  |  |  |  |  |  |  |  |  |  |  |  |  |  |  |  |  |  |  |
|  |  |  |  |  |  |  |  |  |  |  |  | Yenny    | Pierde | Gana        | Bloqueada | Gana        | Gana   | Continúa    | Pierde | Gana        | Pierde | Eliminada   |             |             |             |            |  |  |  |  |  |  |  |  |  |  |  |  |  |  |  |  |  |  |  |  |  |  |  |  |  |  |  |  |  |  |  |  |  |  |  |  |  |  |  |
|  |  |  |  |  |  |  |  |  |  |  |  | Lukaku   | Pierde | Gana        | Bloqueado | Gana        | Gana   | Continúa    | Pierde | Gana        | Pierde | Eliminado   |             |             |             |            |  |  |  |  |  |  |  |  |  |  |  |  |  |  |  |  |  |  |  |  |  |  |  |  |  |  |  |  |  |  |  |  |  |  |  |  |  |  |  |
|  |  |  |  |  |  |  |  |  |  |  |  | Fabio    |        |             |           | Gana        | Gana   | Continúa    | Pierde | Gana        | Pierde | Eliminado   |             |             |             |            |  |  |  |  |  |  |  |  |  |  |  |  |  |  |  |  |  |  |  |  |  |  |  |  |  |  |  |  |  |  |  |  |  |  |  |  |  |  |  |
|  |  |  |  |  |  |  |  |  |  |  |  | Tatis    | Gana   | Continúa    | Pierde    | Sentenciada | Pierde | Sentenciada | Pierde | Eliminada   |        |             |             |             |             |            |  |  |  |  |  |  |  |  |  |  |  |  |  |  |  |  |  |  |  |  |  |  |  |  |  |  |  |  |  |  |  |  |  |  |  |  |  |  |  |
|  |  |  |  |  |  |  |  |  |  |  |  | Cristian | Gana   | Continúa    | Pierde    | Sentenciado | Pierde | Sentenciado | Pierde | Eliminado   |        |             |             |             |             |            |  |  |  |  |  |  |  |  |  |  |  |  |  |  |  |  |  |  |  |  |  |  |  |  |  |  |  |  |  |  |  |  |  |  |  |  |  |  |  |
|  |  |  |  |  |  |  |  |  |  |  |  | Dueñas   | Gana   | Continúa    | Pierde    | Sentenciado | Pierde | Sentenciado | Pierde | Eliminado   |        |             |             |             |             |            |  |  |  |  |  |  |  |  |  |  |  |  |  |  |  |  |  |  |  |  |  |  |  |  |  |  |  |  |  |  |  |  |  |  |  |  |  |  |  |
|  |  |  |  |  |  |  |  |  |  |  |  | Angely   |        |             |           |             |        | Sentenciada | Pierde | Eliminada   |        |             |             |             |             |            |  |  |  |  |  |  |  |  |  |  |  |  |  |  |  |  |  |  |  |  |  |  |  |  |  |  |  |  |  |  |  |  |  |  |  |  |  |  |  |
|  |  |  |  |  |  |  |  |  |  |  |  | Daniela  | Pierde | Gana        | Gana      | Continúa    | Pierde | Eliminada   |        |             |        |             |             |             |             |            |  |  |  |  |  |  |  |  |  |  |  |  |  |  |  |  |  |  |  |  |  |  |  |  |  |  |  |  |  |  |  |  |  |  |  |  |  |  |  |
|  |  |  |  |  |  |  |  |  |  |  |  | Kate     | Pierde | Gana        | Gana      | Continúa    | Pierde | Eliminada   |        |             |        |             |             |             |             |            |  |  |  |  |  |  |  |  |  |  |  |  |  |  |  |  |  |  |  |  |  |  |  |  |  |  |  |  |  |  |  |  |  |  |  |  |  |  |  |
|  |  |  |  |  |  |  |  |  |  |  |  | Arju     |        |             |           | Continúa    | Pierde | Eliminado   |        |             |        |             |             |             |             |            |  |  |  |  |  |  |  |  |  |  |  |  |  |  |  |  |  |  |  |  |  |  |  |  |  |  |  |  |  |  |  |  |  |  |  |  |  |  |  |
|  |  |  |  |  |  |  |  |  |  |  |  | Henry    |        |             |           |             |        | Eliminado   |        |             |        |             |             |             |             |            |  |  |  |  |  |  |  |  |  |  |  |  |  |  |  |  |  |  |  |  |  |  |  |  |  |  |  |  |  |  |  |  |  |  |  |  |  |  |  |
|  |  |  |  |  |  |  |  |  |  |  |  | Karla    | Gana   | Continúa    | Pierde    | Sentenciada | Pierde | Retiro      |        |             |        |             |             |             |             |            |  |  |  |  |  |  |  |  |  |  |  |  |  |  |  |  |  |  |  |  |  |  |  |  |  |  |  |  |  |  |  |  |  |  |  |  |  |  |  |
|  |  |  |  |  |  |  |  |  |  |  |  | Yei      | Pierde | Gana        | Gana      | Continúa    | Pierde | Retiro      |        |             |        |             |             |             |             |            |  |  |  |  |  |  |  |  |  |  |  |  |  |  |  |  |  |  |  |  |  |  |  |  |  |  |  |  |  |  |  |  |  |  |  |  |  |  |  |
|  |  |  |  |  |  |  |  |  |  |  |  | Tafur    | Gana   | Continúa    | Pierde    | Eliminada   |        |             |        |             |        |             |             |             |             |            |  |  |  |  |  |  |  |  |  |  |  |  |  |  |  |  |  |  |  |  |  |  |  |  |  |  |  |  |  |  |  |  |  |  |  |  |  |  |  |
|  |  |  |  |  |  |  |  |  |  |  |  | Malex    | Gana   | Continúa    | Pierde    | Eliminada   |        |             |        |             |        |             |             |             |             |            |  |  |  |  |  |  |  |  |  |  |  |  |  |  |  |  |  |  |  |  |  |  |  |  |  |  |  |  |  |  |  |  |  |  |  |  |  |  |  |
|  |  |  |  |  |  |  |  |  |  |  |  | Shaolín  | Gana   | Continúa    | Pierde    | Eliminado   |        |             |        |             |        |             |             |             |             |            |  |  |  |  |  |  |  |  |  |  |  |  |  |  |  |  |  |  |  |  |  |  |  |  |  |  |  |  |  |  |  |  |  |  |  |  |  |  |  |
|  |  |  |  |  |  |  |  |  |  |  |  | Chayann  | Gana   | Continúa    | Pierde    | Eliminado   |        |             |        |             |        |             |             |             |             |            |  |  |  |  |  |  |  |  |  |  |  |  |  |  |  |  |  |  |  |  |  |  |  |  |  |  |  |  |  |  |  |  |  |  |  |  |  |  |  |
|  |  |  |  |  |  |  |  |  |  |  |  | Ninja    | Pierde | Gana        | Bloqueado | Retiro      |        |             |        |             |        |             |             |             |             |            |  |  |  |  |  |  |  |  |  |  |  |  |  |  |  |  |  |  |  |  |  |  |  |  |  |  |  |  |  |  |  |  |  |  |  |  |  |  |  |
|  |  |  |  |  |  |  |  |  |  |  |  | Aceros   | Pierde | Gana        | Gana      | Retiro      |        |             |        |             |        |             |             |             |             |            |  |  |  |  |  |  |  |  |  |  |  |  |  |  |  |  |  |  |  |  |  |  |  |  |  |  |  |  |  |  |  |  |  |  |  |  |  |  |  |
|  |  |  |  |  |  |  |  |  |  |  |  | David    | Pierde | Eliminado   |           |             |        |             |        |             |        |             |             |             |             |            |  |  |  |  |  |  |  |  |  |  |  |  |  |  |  |  |  |  |  |  |  |  |  |  |  |  |  |  |  |  |  |  |  |  |  |  |  |  |  |
|  |  |  |  |  |  |  |  |  |  |  |  | Lina     | Pierde | Eliminada   |           |             |        |             |        |             |        |             |             |             |             |            |  |  |  |  |  |  |  |  |  |  |  |  |  |  |  |  |  |  |  |  |  |  |  |  |  |  |  |  |  |  |  |  |  |  |  |  |  |  |  |
|  |  |  |  |  |  |  |  |  |  |  |  | Másmela  | Pierde | Eliminada   |           |             |        |             |        |             |        |             |             |             |             |            |  |  |  |  |  |  |  |  |  |  |  |  |  |  |  |  |  |  |  |  |  |  |  |  |  |  |  |  |  |  |  |  |  |  |  |  |  |  |  |
|  |  |  |  |  |  |  |  |  |  |  |  | Joshua   |        | Eliminado   |           |             |        |             |        |             |        |             |             |             |             |            |  |  |  |  |  |  |  |  |  |  |  |  |  |  |  |  |  |  |  |  |  |  |  |  |  |  |  |  |  |  |  |  |  |  |  |  |  |  |  |
|  |  |  |  |  |  |  |  |  |  |  |  | Tabo     | Pierde | Retiro      |           |             |        |             |        |             |        |             |             |             |             |            |  |  |  |  |  |  |  |  |  |  |  |  |  |  |  |  |  |  |  |  |  |  |  |  |  |  |  |  |  |  |  |  |  |  |  |  |  |  |  |
|  |  |  |  |  |  |  |  |  |  |  |  | Santi    | Retiro |             |           |             |        |             |        |             |        |             |             |             |             |            |  |  |  |  |  |  |  |  |  |  |  |  |  |  |  |  |  |  |  |  |  |  |  |  |  |  |  |  |  |  |  |  |  |  |  |  |  |  |  |

Leyenda
| Color | Significado |
| ----- | --- |
|       | • El participante gana junto a su equipo el Desafío de Salvación y obtiene el brazalete de salvación.                                                       |
|       | • El participante pierde junto a su equipo todos los Desafíos de Salvación de la semana, por lo tanto ingresa en "Zona de riesgo".                          |
|       | • El participante es eximido de participar en los Desafíos de Salvación de la semana, debido a un poder usado por el ganador del Desafío de Capitanes.      |
|       | • El participante continúa junto a su equipo en competencia, debido a que ganó algún Desafío de Salvación en la semana anterior.                            |
|       | • El participante pierde junto a su equipo todos los Desafíos de Salvación realizados, por lo tanto va al Desafío a Muerte, pero se salva de ser eliminado. |
|       | • El participante se retira del juego por lesión, enfermedad o accidente.                                                                                   |
|       | • El participante pierde junto a su equipo todos los Desafíos de Salvación realizados, por lo tanto va al Desafío a Muerte, pero queda eliminado.           |

## Competencias

### Desafío Territorial
Es realizado al inicio de cada semana. En él, son disputados los territorios de Playa Oro, Playa Plata y Playa Bronce, en los que convivirán varios equipos. Los grupos ganadores de esta prueba, aparte de la playa ganada asignada, también son merecedores de un premio de recompensa ya sea viaje, comida, baile, etc.
Por su parte, los habitantes de los dos territorios inferiores (Plata y Bronce) tendrán acceso a una Tienda Fit, en la que conseguirán lo necesario para sobrevivir: alimentos, suplementos proteínicos y diversos tipos de accesorios. Para adquirir estos productos, tendrán que gastar parte del dinero que cada uno de los equipos recibió al iniciar la competencia.
| Etapa 1 | Etapa 1       | Etapa 1       | Etapa 1       | Etapa 1       | Etapa 1       | Etapa 1       | Etapa 1        | Etapa 1        | Etapa 1       | Etapa 1       | Etapa 1        | Etapa 1        | Etapa 1        | Etapa 1        | Etapa 1        | Etapa 1       | Etapa 1        | Etapa 1        | Etapa 1        | Etapa 1        |
| Semana  | Playa Oro     | Playa Oro     | Playa Oro     | Playa Oro     | Playa Plata   | Playa Plata   | Playa Plata    | Playa Plata    | Playa Plata   | Playa Plata   | Playa Plata    | Playa Plata    | Playa Bronce   | Playa Bronce   | Playa Bronce   | Playa Bronce  | Playa Bronce   | Playa Bronce   | Playa Bronce   | Playa Bronce   |
| Semana  | 1er Lugar     | 1er Lugar     | 2º lugar      | 2º lugar      | 3er Lugar     | 3er Lugar     | 4º lugar       | 4º lugar       | 5º lugar      | 5º lugar      | 6º lugar       | 6º lugar       | 7º lugar       | 7º lugar       | 8º lugar       | 8º lugar      | 9º lugar       | 9º lugar       | 10º lugar      | 10º lugar      |
| ------- | ------------- | ------------- | ------------- | ------------- | ------------- | ------------- | -------------- | -------------- | ------------- | ------------- | -------------- | -------------- | -------------- | -------------- | -------------- | ------------- | -------------- | -------------- | -------------- | -------------- |
| 1       | Tolima Grande | Tolima Grande | Antioqueños   | Antioqueños   | Llaneros      | Llaneros      | Cafeteros      | Cafeteros      | Amazónicos    | Amazónicos    | Santandereanos | Santandereanos | Vallecaucanos  | Vallecaucanos  | Costeños       | Costeños      | Cachacos       | Cachacos       | Pastusos       | Pastusos       |
| 1       | Tolima Grande | Tolima Grande | Amazónicos    | Amazónicos    | Llaneros      | Llaneros      | Pastusos       | Pastusos       | Antioqueños   | Antioqueños   | Cachacos       | Cachacos       | Vallecaucanos  | Vallecaucanos  | Cafeteros      | Cafeteros     | Santandereanos | Santandereanos | Costeños       | Costeños       |
| 2       | Cafeteros     | Cafeteros     | Vallecaucanos | Vallecaucanos | Llaneros      | Llaneros      | Santandereanos | Santandereanos | Costeños      | Costeños      | Tolima Grande  | Tolima Grande  | Pastusos       | Pastusos       | Amazónicos     | Amazónicos    | Cachacos       | Cachacos       | Antioqueños    | Antioqueños    |
| Etapa 2 |               |               |               |               |               |               |                |                |               |               |                |                |                |                |                |               |                |                |                |                |
| Semana  | Playa Oro     | Playa Oro     | Playa Oro     | Playa Oro     | Playa Plata   | Playa Plata   | Playa Plata    | Playa Plata    | Playa Plata   | Playa Plata   | Playa Plata    | Playa Plata    | Playa Bronce   | Playa Bronce   | Playa Bronce   | Playa Bronce  | Playa Bronce   | Playa Bronce   | Playa Bronce   | Playa Bronce   |
| Semana  | 1er Lugar     | 1er Lugar     | 2º lugar      | 2º lugar      | 3er Lugar     | 3er Lugar     | 3er Lugar      | 4º lugar       | 4º lugar      | 5º lugar      | 5º lugar       | 5º lugar       | 6º lugar       | 6º lugar       | 7º lugar       | 7º lugar      | 8º lugar       | 8º lugar       | 9º lugar       | 9º lugar       |
| 3       | Vallecaucanos | Vallecaucanos | Tolima Grande | Tolima Grande | Cafeteros     | Cafeteros     | Cafeteros      | Amazónicos     | Amazónicos    | Antioqueños   | Antioqueños    | Antioqueños    | Costeños       | Costeños       | Llaneros       | Llaneros      | Santandereanos | Santandereanos | Pastusos       | Pastusos       |
| 4       | Cafeteros     | Cafeteros     | Costeños      | Costeños      | Pastusos      | Pastusos      | Pastusos       | Tolima Grande  | Tolima Grande | Vallecaucanos | Vallecaucanos  | Vallecaucanos  | Antioqueños    | Antioqueños    | Amazónicos     | Amazónicos    | Santandereanos | Santandereanos | Llaneros       | Llaneros       |
| Etapa 3 |               |               |               |               |               |               |                |                |               |               |                |                |                |                |                |               |                |                |                |                |
| Semana  | Playa Oro     | Playa Oro     | Playa Oro     | Playa Oro     | Playa Plata   | Playa Plata   | Playa Plata    | Playa Plata    | Playa Plata   | Playa Plata   | Playa Plata    | Playa Plata    | Playa Bronce   | Playa Bronce   | Playa Bronce   | Playa Bronce  | Playa Bronce   | Playa Bronce   | Playa Bronce   | Playa Bronce   |
| Semana  | 1er Lugar     | 1er Lugar     | 1er Lugar     | 1er Lugar     | 2º lugar      | 2º lugar      | 3er Lugar      | 3er Lugar      | 4º lugar      | 4º lugar      | 5º lugar       | 5º lugar       | 6º lugar       | 6º lugar       | 6º lugar       | 7º lugar      | 7º lugar       | 8º lugar       | 8º lugar       | 8º lugar       |
| 5       | Cafeteros     | Cafeteros     | Cafeteros     | Cafeteros     | Costeños      | Costeños      | Pastusos       | Pastusos       | Antioqueños   | Antioqueños   | Vallecaucanos  | Vallecaucanos  | Tolima Grande  | Tolima Grande  | Tolima Grande  | Amazónicos    | Amazónicos     | Santandereanos | Santandereanos | Santandereanos |
| 6       | 1er Lugar     | 1er Lugar     | 2º lugar      | 2º lugar      | 3er Lugar     | 3er Lugar     | 3er Lugar      | 4º lugar       | 4º lugar      | 5º lugar      | 5º lugar       | 5º lugar       | 6º lugar       | 6º lugar       | 6º lugar       | 7º lugar      | 7º lugar       | 8º lugar       | 8º lugar       | 8º lugar       |
| 6       | Antioqueños   | Antioqueños   | Cafeteros     | Cafeteros     | Vallecaucanos | Vallecaucanos | Vallecaucanos  | Amazónicos     | Amazónicos    | Tolima Grande | Tolima Grande  | Tolima Grande  | Santandereanos | Santandereanos | Santandereanos | Pastusos      | Pastusos       | Costeños       | Costeños       | Costeños       |
| Etapa 4 |               |               |               |               |               |               |                |                |               |               |                |                |                |                |                |               |                |                |                |                |
| Semana  | Playa Oro     | Playa Oro     | Playa Oro     | Playa Oro     | Playa Plata   | Playa Plata   | Playa Plata    | Playa Plata    | Playa Plata   | Playa Plata   | Playa Plata    | Playa Plata    | Playa Bronce   | Playa Bronce   | Playa Bronce   | Playa Bronce  | Playa Bronce   | Playa Bronce   | Playa Bronce   | Playa Bronce   |
| Semana  | 1er Lugar     | 1er Lugar     | 2º lugar      | 2º lugar      | 3er Lugar     | 3er Lugar     | 3er Lugar      | 3er Lugar      | 4º lugar      | 4º lugar      | 4º lugar       | 4º lugar       | 5º lugar       | 5º lugar       | 5º lugar       | 6º lugar      | 6º lugar       | 7º lugar       | 7º lugar       | 7º lugar       |
| 7       | Costeños      | Costeños      | Vallecaucanos | Vallecaucanos | Amazónicos    | Amazónicos    | Amazónicos     | Amazónicos     | Cafeteros     | Cafeteros     | Cafeteros      | Cafeteros      | Pastusos       | Pastusos       | Pastusos       | Tolima Grande | Tolima Grande  | Antioqueños    | Antioqueños    | Antioqueños    |
| 8       | Tolima Grande | Tolima Grande | Cafeteros     | Cafeteros     | Costeños      | Costeños      | Costeños       | Costeños       | Pastusos      | Pastusos      | Pastusos       | Pastusos       | Amazónicos     | Amazónicos     | Amazónicos     | Antioqueños   | Antioqueños    | Vallecaucanos  | Vallecaucanos  | Vallecaucanos  |
| Etapa 5 |               |               |               |               |               |               |                |                |               |               |                |                |                |                |                |               |                |                |                |                |
| Semana  | Playa Oro     | Playa Oro     | Playa Oro     | Playa Oro     | Playa Plata   | Playa Plata   | Playa Plata    | Playa Plata    | Playa Plata   | Playa Plata   | Playa Plata    | Playa Plata    | Playa Bronce   | Playa Bronce   | Playa Bronce   | Playa Bronce  | Playa Bronce   | Playa Bronce   | Playa Bronce   | Playa Bronce   |
| Semana  | 1er Lugar     | 1er Lugar     | 1er Lugar     | 1er Lugar     | 2º lugar      | 2º lugar      | 2º lugar       | 2º lugar       | 3er Lugar     | 3er Lugar     | 3er Lugar      | 3er Lugar      | 4º lugar       | 4º lugar       | 4º lugar       | 5º lugar      | 5º lugar       | 6º lugar       | 6º lugar       | 6º lugar       |
| 9       | Cafeteros     | Cafeteros     | Cafeteros     | Cafeteros     | Amazónicos    | Amazónicos    | Amazónicos     | Amazónicos     | Tolima Grande | Tolima Grande | Tolima Grande  | Tolima Grande  | Costeños       | Costeños       | Costeños       | Antioqueños   | Antioqueños    | Vallecaucanos  | Vallecaucanos  | Vallecaucanos  |
| 10      | Tolima Grande | Tolima Grande | Tolima Grande | Tolima Grande | Costeños      | Costeños      | Costeños       | Costeños       | Vallecaucanos | Vallecaucanos | Vallecaucanos  | Vallecaucanos  | Antioqueños    | Antioqueños    | Antioqueños    | Amazónicos    | Amazónicos     | Cafeteros      | Cafeteros      | Cafeteros      |
| Etapa 6 |               |               |               |               |               |               |                |                |               |               |                |                |                |                |                |               |                |                |                |                |
| Semana  | Playa Oro     | Playa Oro     | Playa Oro     | Playa Oro     | Playa Plata   | Playa Plata   | Playa Plata    | Playa Plata    | Playa Plata   | Playa Plata   | Playa Plata    | Playa Plata    | Playa Bronce   | Playa Bronce   | Playa Bronce   | Playa Bronce  | Playa Bronce   | Playa Bronce   | Playa Bronce   | Playa Bronce   |
| Semana  | 1er Lugar     | 1er Lugar     | 1er Lugar     | 1er Lugar     | 2º lugar      | 2º lugar      | 2º lugar       | 2º lugar       | 3er Lugar     | 3er Lugar     | 3er Lugar      | 3er Lugar      | 4º lugar       | 4º lugar       | 4º lugar       | 4º lugar      | 5º lugar       | 5º lugar       | 5º lugar       | 5º lugar       |
| 11      | Amazónicos    | Amazónicos    | Amazónicos    | Amazónicos    | Tolima Grande | Tolima Grande | Tolima Grande  | Tolima Grande  | Antioqueños   | Antioqueños   | Antioqueños    | Antioqueños    | Cafeteros      | Cafeteros      | Cafeteros      | Cafeteros     | Costeños       | Costeños       | Costeños       | Costeños       |
| Etapa 7 |               |               |               |               |               |               |                |                |               |               |                |                |                |                |                |               |                |                |                |                |
| Semana  | Playa Oro     | Playa Oro     | Playa Oro     | Playa Oro     | Playa Plata   | Playa Plata   | Playa Plata    | Playa Plata    | Playa Plata   | Playa Plata   | Playa Plata    | Playa Plata    | Playa Bronce   | Playa Bronce   | Playa Bronce   | Playa Bronce  | Playa Bronce   | Playa Bronce   | Playa Bronce   | Playa Bronce   |
| Semana  | 1er Lugar     | 1er Lugar     | 1er Lugar     | 1er Lugar     | 2º lugar      | 2º lugar      | 2º lugar       | 2º lugar       | 2º lugar      | 2º lugar      | 2º lugar       | 2º lugar       | 3er Lugar      | 3er Lugar      | 3er Lugar      | 3er Lugar     | 4º lugar       | 4º lugar       | 4º lugar       | 4º lugar       |
| 12      | Amazónicos    | Amazónicos    | Amazónicos    | Amazónicos    | Tolima Grande | Tolima Grande | Tolima Grande  | Tolima Grande  | Tolima Grande | Tolima Grande | Tolima Grande  | Tolima Grande  | Costeños       | Costeños       | Costeños       | Costeños      | Cafeteros      | Cafeteros      | Cafeteros      | Cafeteros      |
| Etapa 8 |               |               |               |               |               |               |                |                |               |               |                |                |                |                |                |               |                |                |                |                |
| Semana  | Playa Oro     | Playa Oro     | Playa Oro     | Playa Oro     | Playa Plata   | Playa Plata   | Playa Plata    | Playa Plata    | Playa Plata   | Playa Plata   | Playa Plata    | Playa Plata    | Playa Bronce   | Playa Bronce   | Playa Bronce   | Playa Bronce  | Playa Bronce   | Playa Bronce   | Playa Bronce   | Playa Bronce   |
| Semana  | 1er Lugar     | 1er Lugar     | 1er Lugar     | 1er Lugar     | 2º lugar      | 2º lugar      | 2º lugar       | 2º lugar       | 2º lugar      | 2º lugar      | 2º lugar       | 2º lugar       | 3er Lugar      | 3er Lugar      | 3er Lugar      | 3er Lugar     | 3er Lugar      | 3er Lugar      | 3er Lugar      | 3er Lugar      |
| 13      | Amazónicos    | Amazónicos    | Amazónicos    | Amazónicos    | Costeños      | Costeños      | Costeños       | Costeños       | Costeños      | Costeños      | Costeños       | Costeños       | Tolima Grande  | Tolima Grande  | Tolima Grande  | Tolima Grande | Tolima Grande  | Tolima Grande  | Tolima Grande  | Tolima Grande  |

Notas
1. ↑   En la primera semana, el equipo de Tolima Grande, cuyo capitán resultó ganador de la primera prueba de capitanes, tuvo el poder de redistribuir a los equipos entre las diferentes playas.
2. ↑   En la semana 5, el equipo de los Cafeteros fue el único que superó el último obstáculo, por lo tanto, todos los grupos restantes tuvieron que habitar Playa Plata.

### Desafío de Capitanes
En esta prueba, los diferentes equipos deben enviar a un representante para que compita por un premio especial. El primer capitán en lograr el objetivo, es merecedor de una recompensa millonaria y algunos poderes con los que definirá, a corto o largo plazo, el rumbo del juego.
| Etapa 1 | Etapa 1     | Etapa 1     | Etapa 1     | Etapa 1                                                                | Etapa 1                                                                | Etapa 1                                                                | Etapa 1                       | Etapa 1                       | Etapa 1                       | Etapa 1                       | Etapa 1                       | Etapa 1                       | Etapa 1                       | Etapa 1                       | Etapa 1                       | Etapa 1                        | Etapa 1                        | Etapa 1                        | Etapa 1                     | Etapa 1                     | Etapa 1                     | Etapa 1                           | Etapa 1                           | Etapa 1                           | Etapa 1                           | Etapa 1                           | Etapa 1                           | Etapa 1                   | Etapa 1                   | Etapa 1                   | Etapa 1                      | Etapa 1                      | Etapa 1                      | Etapa 1                          | Etapa 1                          | Etapa 1                          | Etapa 1                |                        |                        |
| Semana  | Apuesta     | Apuesta     | Apuesta     | Súper Poder                                                            | Súper Poder                                                            | Súper Poder                                                            | Capitán Ganador               | Capitán Ganador               | Capitán Ganador               | Representante Cafeteros       | Representante Cafeteros       | Representante Cafeteros       | Representante Costeños        | Representante Costeños        | Representante Costeños        | Representante Tolima Grande    | Representante Tolima Grande    | Representante Tolima Grande    | Representante Amazónicos    | Representante Amazónicos    | Representante Amazónicos    | Representante Antioqueños         | Representante Antioqueños         | Representante Antioqueños         | Representante Vallecaucanos       | Representante Vallecaucanos       | Representante Vallecaucanos       | Representante Pastusos    | Representante Pastusos    | Representante Pastusos    | Representante Santandereanos | Representante Santandereanos | Representante Santandereanos | Representante Llaneros           | Representante Llaneros           | Representante Llaneros           | Representante Cachacos | Representante Cachacos | Representante Cachacos |
| ------- | ----------- | ----------- | ----------- | ---------------------------------------------------------------------- | ---------------------------------------------------------------------- | ---------------------------------------------------------------------- | ----------------------------- | ----------------------------- | ----------------------------- | ----------------------------- | ----------------------------- | ----------------------------- | ----------------------------- | ----------------------------- | ----------------------------- | ------------------------------ | ------------------------------ | ------------------------------ | --------------------------- | --------------------------- | --------------------------- | --------------------------------- | --------------------------------- | --------------------------------- | --------------------------------- | --------------------------------- | --------------------------------- | ------------------------- | ------------------------- | ------------------------- | ---------------------------- | ---------------------------- | ---------------------------- | -------------------------------- | -------------------------------- | -------------------------------- | ---------------------- | ---------------------- | ---------------------- |
| 1       | USD$ 50 000 | USD$ 50 000 | USD$ 50 000 | Redistribuir los territorios                                           | Redistribuir los territorios                                           | Redistribuir los territorios                                           | Hernán Guzmán                 | Hernán Guzmán                 | Hernán Guzmán                 | Didier Sepúlveda              | Didier Sepúlveda              | Didier Sepúlveda              | Reikin Herrera                | Reikin Herrera                | Reikin Herrera                | Hernán Guzmán                  | Hernán Guzmán                  | Hernán Guzmán                  | Fee Wee Suárez              | Fee Wee Suárez              | Fee Wee Suárez              | Daniel Velásquez                  | Daniel Velásquez                  | Daniel Velásquez                  | Diego Lenis "Ninja"               | Diego Lenis "Ninja"               | Diego Lenis "Ninja"               | Juan David Dueñas         | Juan David Dueñas         | Juan David Dueñas         | Brian Aceros                 | Brian Aceros                 | Brian Aceros                 | "Shaolín" Lazcano                | "Shaolín" Lazcano                | "Shaolín" Lazcano                | David Franco           | David Franco           | David Franco           |
| 2       | USD$ 50 000 | USD$ 50 000 | USD$ 50 000 | Quitarle todo el mercado a una región                                  | Quitarle todo el mercado a una región                                  | Quitarle todo el mercado a una región                                  | Camila Cartagena              | Camila Cartagena              | Camila Cartagena              | Fénix Rincón                  | Fénix Rincón                  | Fénix Rincón                  | Bry López                     | Bry López                     | Bry López                     | Natalia Vargas                 | Natalia Vargas                 | Natalia Vargas                 | Diana Gil                   | Diana Gil                   | Diana Gil                   | Camila Cartagena                  | Camila Cartagena                  | Camila Cartagena                  | Yenny Álvarez                     | Yenny Álvarez                     | Yenny Álvarez                     | Tatiana Morales           | Tatiana Morales           | Tatiana Morales           | Daniela Arias                | Daniela Arias                | Daniela Arias                | Malex Muñoz                      | Malex Muñoz                      | Malex Muñoz                      | Lina Franco            | Lina Franco            | Lina Franco            |
| Etapa 2 |             |             |             |                                                                        |                                                                        |                                                                        |                               |                               |                               |                               |                               |                               |                               |                               |                               |                                |                                |                                |                             |                             |                             |                                   |                                   |                                   |                                   |                                   |                                   |                           |                           |                           |                              |                              |                              |                                  |                                  |                                  |                        |                        |                        |
| Semana  | Apuesta     | Apuesta     | Apuesta     | Súper Poder                                                            | Súper Poder                                                            | Súper Poder                                                            | Capitán Ganador               | Capitán Ganador               | Capitán Ganador               | Representante Cafeteros       | Representante Cafeteros       | Representante Cafeteros       | Representante Costeños        | Representante Costeños        | Representante Costeños        | Representante Tolima Grande    | Representante Tolima Grande    | Representante Tolima Grande    | Representante Amazónicos    | Representante Amazónicos    | Representante Amazónicos    | Representante Antioqueños         | Representante Antioqueños         | Representante Antioqueños         | Representante Vallecaucanos       | Representante Vallecaucanos       | Representante Vallecaucanos       | Representante Pastusos    | Representante Pastusos    | Representante Pastusos    | Representante Santandereanos | Representante Santandereanos | Representante Santandereanos | Representante Llaneros           | Representante Llaneros           | Representante Llaneros           |                        |                        |                        |
| 3       | USD$ 45 000 | USD$ 45 000 | USD$ 45 000 | Excluir a dos equipos en los primeros cuatro Desafíos de Salvación     | Excluir a dos equipos en los primeros cuatro Desafíos de Salvación     | Excluir a dos equipos en los primeros cuatro Desafíos de Salvación     | Jichi Vargas                  | Jichi Vargas                  | Jichi Vargas                  | Kevin Cárdenas                | Kevin Cárdenas                | Kevin Cárdenas                | Jerry Karth                   | Jerry Karth                   | Jerry Karth                   | Robert López                   | Robert López                   | Robert López                   | Jichi Vargas                | Jichi Vargas                | Jichi Vargas                | Jota Moncada                      | Jota Moncada                      | Jota Moncada                      | Lukaku Rentería                   | Lukaku Rentería                   | Lukaku Rentería                   | Cristian López            | Cristian López            | Cristian López            | Yei Gamboa                   | Yei Gamboa                   | Yei Gamboa                   | Chayann Jiménez                  | Chayann Jiménez                  | Chayann Jiménez                  |                        |                        |                        |
| 4       | USD$ 45 000 | USD$ 45 000 | USD$ 45 000 | Disponer de cinco minutos para sacar comida de Playa Oro               | Disponer de cinco minutos para sacar comida de Playa Oro               | Disponer de cinco minutos para sacar comida de Playa Oro               | Natalia Vargas Hernán Guzmán  | Natalia Vargas Hernán Guzmán  | Natalia Vargas Hernán Guzmán  | Angie Lopera Didier Sepúlveda | Angie Lopera Didier Sepúlveda | Angie Lopera Didier Sepúlveda | Lairén Bernier Reikin Herrera | Lairén Bernier Reikin Herrera | Lairén Bernier Reikin Herrera | Natalia Vargas Hernán Guzmán   | Natalia Vargas Hernán Guzmán   | Natalia Vargas Hernán Guzmán   | Diana Gil Jichi Vargas      | Diana Gil Jichi Vargas      | Diana Gil Jichi Vargas      | Camila Cartagena Daniel Velásquez | Camila Cartagena Daniel Velásquez | Camila Cartagena Daniel Velásquez | Yenny Álvarez Diego Lenis "Ninja" | Yenny Álvarez Diego Lenis "Ninja" | Yenny Álvarez Diego Lenis "Ninja" | Karla Maya Cristian López | Karla Maya Cristian López | Karla Maya Cristian López | Daniela Arias Yei Gamboa     | Daniela Arias Yei Gamboa     | Daniela Arias Yei Gamboa     | Carolina Tafur "Shaolín" Lazcano | Carolina Tafur "Shaolín" Lazcano | Carolina Tafur "Shaolín" Lazcano |                        |                        |                        |
| Etapa 3 |             |             |             |                                                                        |                                                                        |                                                                        |                               |                               |                               |                               |                               |                               |                               |                               |                               |                                |                                |                                |                             |                             |                             |                                   |                                   |                                   |                                   |                                   |                                   |                           |                           |                           |                              |                              |                              |                                  |                                  |                                  |                        |                        |                        |
| Semana  | Apuesta     | Apuesta     | Apuesta     | Súper Poder                                                            | Súper Poder                                                            | Súper Poder                                                            | Capitán Ganador               | Capitán Ganador               | Capitán Ganador               | Representante Cafeteros       | Representante Cafeteros       | Representante Cafeteros       | Representante Costeños        | Representante Costeños        | Representante Costeños        | Representante Tolima Grande    | Representante Tolima Grande    | Representante Tolima Grande    | Representante Amazónicos    | Representante Amazónicos    | Representante Amazónicos    | Representante Antioqueños         | Representante Antioqueños         | Representante Antioqueños         | Representante Vallecaucanos       | Representante Vallecaucanos       | Representante Vallecaucanos       | Representante Pastusos    | Representante Pastusos    | Representante Pastusos    | Representante Santandereanos | Representante Santandereanos | Representante Santandereanos |                                  |                                  |                                  |                        |                        |                        |
| 5       | USD$ 40 000 | USD$ 40 000 | USD$ 40 000 | Clasificar a la ronda final de los primeros tres Desafíos de Salvación | Clasificar a la ronda final de los primeros tres Desafíos de Salvación | Clasificar a la ronda final de los primeros tres Desafíos de Salvación | Viviana Rodríguez             | Viviana Rodríguez             | Viviana Rodríguez             | Fénix Rincón                  | Fénix Rincón                  | Fénix Rincón                  | Bry López                     | Bry López                     | Bry López                     | Viviana Rodríguez              | Viviana Rodríguez              | Viviana Rodríguez              | Diana Gil                   | Diana Gil                   | Diana Gil                   | Verónica Zuluaga                  | Verónica Zuluaga                  | Verónica Zuluaga                  | Juliana Ocampo                    | Juliana Ocampo                    | Juliana Ocampo                    | Karla Maya                | Karla Maya                | Karla Maya                | Kate González                | Kate González                | Kate González                |                                  |                                  |                                  |                        |                        |                        |
| 6       | USD$ 35 000 | USD$ 35 000 | USD$ 35 000 | Quitarle la mitad del dinero acumulado a una región                    | Quitarle la mitad del dinero acumulado a una región                    | Quitarle la mitad del dinero acumulado a una región                    | Jota Moncada Verónica Zuluaga | Jota Moncada Verónica Zuluaga | Jota Moncada Verónica Zuluaga | Kevin Cárdenas Angie Lopera   | Kevin Cárdenas Angie Lopera   | Kevin Cárdenas Angie Lopera   | Jerry Karth Lairén Bernier    | Jerry Karth Lairén Bernier    | Jerry Karth Lairén Bernier    | Robert López Viviana Rodríguez | Robert López Viviana Rodríguez | Robert López Viviana Rodríguez | Fee Wee Suárez Liz Mendieta | Fee Wee Suárez Liz Mendieta | Fee Wee Suárez Liz Mendieta | Jota Moncada Verónica Zuluaga     | Jota Moncada Verónica Zuluaga     | Jota Moncada Verónica Zuluaga     | Fabio Arboleda Juliana Ocampo     | Fabio Arboleda Juliana Ocampo     | Fabio Arboleda Juliana Ocampo     |                           |                           |                           | Arju Vásquez Kate González   | Arju Vásquez Kate González   | Arju Vásquez Kate González   |                                  |                                  |                                  |                        |                        |                        |
| Etapa 4 |             |             |             |                                                                        |                                                                        |                                                                        |                               |                               |                               |                               |                               |                               |                               |                               |                               |                                |                                |                                |                             |                             |                             |                                   |                                   |                                   |                                   |                                   |                                   |                           |                           |                           |                              |                              |                              |                                  |                                  |                                  |                        |                        |                        |
| Semana  | Apuesta     | Apuesta     | Apuesta     | Súper Poder                                                            | Súper Poder                                                            | Súper Poder                                                            | Capitán Ganador               | Capitán Ganador               | Capitán Ganador               | Representante Cafeteros       | Representante Cafeteros       | Representante Cafeteros       | Representante Costeños        | Representante Costeños        | Representante Costeños        | Representante Tolima Grande    | Representante Tolima Grande    | Representante Tolima Grande    | Representante Amazónicos    | Representante Amazónicos    | Representante Amazónicos    | Representante Antioqueños         | Representante Antioqueños         | Representante Antioqueños         | Representante Vallecaucanos       | Representante Vallecaucanos       | Representante Vallecaucanos       | Representante Pastusos    | Representante Pastusos    | Representante Pastusos    |                              |                              |                              |                                  |                                  |                                  |                        |                        |                        |
| 7       | USD$ 35 000 | USD$ 35 000 | USD$ 35 000 | Imponer chalecos de 15 kilos a una región durante todo el ciclo        | Imponer chalecos de 15 kilos a una región durante todo el ciclo        | Imponer chalecos de 15 kilos a una región durante todo el ciclo        | Jota Moncada                  | Jota Moncada                  | Jota Moncada                  | Didier Sepúlveda              | Didier Sepúlveda              | Didier Sepúlveda              | Jerry Karth                   | Jerry Karth                   | Jerry Karth                   | Hernán Guzmán                  | Hernán Guzmán                  | Hernán Guzmán                  | Fee Wee Suárez              | Fee Wee Suárez              | Fee Wee Suárez              | Jota Moncada                      | Jota Moncada                      | Jota Moncada                      | Lukaku Rentería                   | Lukaku Rentería                   | Lukaku Rentería                   | Juan David Dueñas         | Juan David Dueñas         | Juan David Dueñas         |                              |                              |                              |                                  |                                  |                                  |                        |                        |                        |
| 8       | USD$ 35 000 | USD$ 35 000 | USD$ 35 000 | Clasificar directamente al Desafío Herencia del ciclo                  | Clasificar directamente al Desafío Herencia del ciclo                  | Clasificar directamente al Desafío Herencia del ciclo                  | Natalia Vargas                | Natalia Vargas                | Natalia Vargas                | Fénix Rincón                  | Fénix Rincón                  | Fénix Rincón                  | Lairén Bernier                | Lairén Bernier                | Lairén Bernier                | Natalia Vargas                 | Natalia Vargas                 | Natalia Vargas                 | Liz Mendieta                | Liz Mendieta                | Liz Mendieta                | Camila Cartagena                  | Camila Cartagena                  | Camila Cartagena                  | Yenny Álvarez                     | Yenny Álvarez                     | Yenny Álvarez                     | Tatiana Morales           | Tatiana Morales           | Tatiana Morales           |                              |                              |                              |                                  |                                  |                                  |                        |                        |                        |
| Etapa 5 |             |             |             |                                                                        |                                                                        |                                                                        |                               |                               |                               |                               |                               |                               |                               |                               |                               |                                |                                |                                |                             |                             |                             |                                   |                                   |                                   |                                   |                                   |                                   |                           |                           |                           |                              |                              |                              |                                  |                                  |                                  |                        |                        |                        |
| Semana  | Apuesta     | Apuesta     | Apuesta     | Súper Poder                                                            | Súper Poder                                                            | Súper Poder                                                            | Capitán Ganador               | Capitán Ganador               | Capitán Ganador               | Representante Cafeteros       | Representante Cafeteros       | Representante Cafeteros       | Representante Costeños        | Representante Costeños        | Representante Costeños        | Representante Tolima Grande    | Representante Tolima Grande    | Representante Tolima Grande    | Representante Amazónicos    | Representante Amazónicos    | Representante Amazónicos    | Representante Antioqueños         | Representante Antioqueños         | Representante Antioqueños         | Representante Vallecaucanos       | Representante Vallecaucanos       | Representante Vallecaucanos       |                           |                           |                           |                              |                              |                              |                                  |                                  |                                  |                        |                        |                        |
| 9       | USD$ 25 000 | USD$ 25 000 | USD$ 25 000 | Vetar un desafiante de cada equipo en las próximas salvaciones         | Vetar un desafiante de cada equipo en las próximas salvaciones         | Vetar un desafiante de cada equipo en las próximas salvaciones         | Jota Moncada                  | Jota Moncada                  | Jota Moncada                  | Kevin Cárdenas                | Kevin Cárdenas                | Kevin Cárdenas                |                               |                               |                               | Hernán Guzmán                  | Hernán Guzmán                  | Hernán Guzmán                  | Jichi Vargas                | Jichi Vargas                | Jichi Vargas                | Jota Moncada                      | Jota Moncada                      | Jota Moncada                      | Fabio Arboleda                    | Fabio Arboleda                    | Fabio Arboleda                    |                           |                           |                           |                              |                              |                              |                                  |                                  |                                  |                        |                        |                        |
| 10      | USD$ 20 000 | USD$ 20 000 | USD$ 20 000 | Quitarle la totalidad del dinero acumulado a una región                | Quitarle la totalidad del dinero acumulado a una región                | Quitarle la totalidad del dinero acumulado a una región                | Fee Wee Suárez Liz Mendieta   | Fee Wee Suárez Liz Mendieta   | Fee Wee Suárez Liz Mendieta   | Kevin Cárdenas Angie Lopera   | Kevin Cárdenas Angie Lopera   | Kevin Cárdenas Angie Lopera   |                               |                               |                               | Robert López Viviana Rodríguez | Robert López Viviana Rodríguez | Robert López Viviana Rodríguez | Fee Wee Suárez Liz Mendieta | Fee Wee Suárez Liz Mendieta | Fee Wee Suárez Liz Mendieta | Daniel Velásquez Verónica Zuluaga | Daniel Velásquez Verónica Zuluaga | Daniel Velásquez Verónica Zuluaga |                                   |                                   |                                   |                           |                           |                           |                              |                              |                              |                                  |                                  |                                  |                        |                        |                        |

Notas
     El equipo no participa al no tener dinero para suplir la apuesta.

### Desafío de Salvación
Como su nombre lo indica, se realiza con el objetivo de definir a los equipos inmunes de la semana. En esta competencia, los participantes jugarán divididos en dos llaves, cada una conformada por varias súper regiones. Aquellos equipos que ganen en su respectiva llave, luego tendrán que enfrentarse en la última ronda, quedando un único grupo ganador. Durante el ciclo, habrá varios desafíos de salvación.
| Referencias | Referencias                               |
| ----------- | ----------------------------------------- |
| Sub.        | Equipo ganador en cada uno de los grupos. |
| Negrilla    | Equipo ganador de la ronda final.         |

| Etapa 1 | Etapa 1        | Etapa 1        | Etapa 1        | Etapa 1        | Etapa 1        | Etapa 1        | Etapa 1        | Etapa 1        | Etapa 1        | Etapa 1        | Etapa 1        | Etapa 1        | Etapa 1        | Etapa 1        | Etapa 1        | Etapa 1        | Etapa 1        | Etapa 1        | Etapa 1        | Etapa 1        | Etapa 1        | Etapa 1        | Etapa 1        | Etapa 1        | Etapa 1         | Etapa 1         | Etapa 1         | Etapa 1         | Etapa 1         | Etapa 1         | Etapa 1         | Etapa 1         | Etapa 1         | Etapa 1         | Etapa 1         |                 |
| Semana  | Grupo A        | Grupo A        | Grupo A        | Grupo A        | Grupo A        | Grupo A        | Grupo A        | Grupo A        | Grupo A        | Grupo A        | Grupo A        | Grupo A        | Grupo B        | Grupo B        | Grupo B        | Grupo B        | Grupo B        | Grupo B        | Grupo B        | Grupo B        | Grupo B        | Grupo B        | Grupo B        | Grupo B        | Ronda Final     | Ronda Final     | Ronda Final     | Ronda Final     | Ronda Final     | Ronda Final     | Ronda Final     | Ronda Final     | Ronda Final     | Ronda Final     | Ronda Final     | Ronda Final     |
| 1       | Salvación I    | Salvación I    | Salvación I    | Salvación I    | Salvación I    | Salvación I    | Salvación I    | Salvación I    | Salvación I    | Salvación I    | Salvación I    | Salvación I    | Salvación I    | Salvación I    | Salvación I    | Salvación I    | Salvación I    | Salvación I    | Salvación I    | Salvación I    | Salvación I    | Salvación I    | Salvación I    | Salvación I    | Salvación I     | Salvación I     | Salvación I     | Salvación I     | Salvación I     | Salvación I     | Salvación I     | Salvación I     | Salvación I     | Salvación I     | Salvación I     | Salvación I     |
| ------- | -------------- | -------------- | -------------- | -------------- | -------------- | -------------- | -------------- | -------------- | -------------- | -------------- | -------------- | -------------- | -------------- | -------------- | -------------- | -------------- | -------------- | -------------- | -------------- | -------------- | -------------- | -------------- | -------------- | -------------- | --------------- | --------------- | --------------- | --------------- | --------------- | --------------- | --------------- | --------------- | --------------- | --------------- | --------------- | --------------- |
| 1       | Cafeteros      | Cafeteros      | Cafeteros      | Cafeteros      | Costeños       | Costeños       | Costeños       | Costeños       | Llaneros       | Llaneros       | Llaneros       | Llaneros       | Amazónicos     | Amazónicos     | Amazónicos     | Amazónicos     | Antioqueños    | Antioqueños    | Antioqueños    | Antioqueños    | Cachacos       | Cachacos       | Cachacos       | Cachacos       | Costeños        | Costeños        | Costeños        | Costeños        | Costeños        | Costeños        | Pastusos        | Pastusos        | Pastusos        | Pastusos        | Pastusos        | Pastusos        |
| 1       | Santandereanos | Santandereanos | Santandereanos | Santandereanos | Santandereanos | Santandereanos | Vallecaucanos  | Vallecaucanos  | Vallecaucanos  | Vallecaucanos  | Vallecaucanos  | Vallecaucanos  | Pastusos       | Pastusos       | Pastusos       | Pastusos       | Pastusos       | Pastusos       | Tolima Grande  | Tolima Grande  | Tolima Grande  | Tolima Grande  | Tolima Grande  | Tolima Grande  | Costeños        | Costeños        | Costeños        | Costeños        | Costeños        | Costeños        | Pastusos        | Pastusos        | Pastusos        | Pastusos        | Pastusos        | Pastusos        |
| 1       | Salvación II   |                |                |                |                |                |                |                |                |                |                |                |                |                |                |                |                |                |                |                |                |                |                |                |                 |                 |                 |                 |                 |                 |                 |                 |                 |                 |                 |                 |
| 1       | Antioqueños    | Antioqueños    | Antioqueños    | Antioqueños    | Antioqueños    | Antioqueños    | Costeños       | Costeños       | Costeños       | Costeños       | Costeños       | Costeños       | Amazónicos     | Amazónicos     | Amazónicos     | Amazónicos     | Amazónicos     | Amazónicos     | Cachacos       | Cachacos       | Cachacos       | Cachacos       | Cachacos       | Cachacos       | Costeños        | Costeños        | Costeños        | Costeños        | Costeños        | Costeños        | Amazónicos      | Amazónicos      | Amazónicos      | Amazónicos      | Amazónicos      | Amazónicos      |
| 1       | Santandereanos | Santandereanos | Santandereanos | Santandereanos | Santandereanos | Santandereanos | Tolima Grande  | Tolima Grande  | Tolima Grande  | Tolima Grande  | Tolima Grande  | Tolima Grande  | Cafeteros      | Cafeteros      | Cafeteros      | Cafeteros      | Cafeteros      | Cafeteros      | Llaneros       | Llaneros       | Llaneros       | Llaneros       | Llaneros       | Llaneros       | Costeños        | Costeños        | Costeños        | Costeños        | Costeños        | Costeños        | Amazónicos      | Amazónicos      | Amazónicos      | Amazónicos      | Amazónicos      | Amazónicos      |
| 1       | Salvación III  |                |                |                |                |                |                |                |                |                |                |                |                |                |                |                |                |                |                |                |                |                |                |                |                 |                 |                 |                 |                 |                 |                 |                 |                 |                 |                 |                 |
| 1       | Antioqueños    | Antioqueños    | Antioqueños    | Antioqueños    | Antioqueños    | Antioqueños    | Cachacos       | Cachacos       | Cachacos       | Cachacos       | Cachacos       | Cachacos       | Llaneros       | Llaneros       | Llaneros       | Llaneros       | Llaneros       | Llaneros       | Santandereanos | Santandereanos | Santandereanos | Santandereanos | Santandereanos | Santandereanos | Costeños        | Costeños        | Costeños        | Costeños        | Costeños        | Costeños        | Llaneros        | Llaneros        | Llaneros        | Llaneros        | Llaneros        | Llaneros        |
| 1       | Cafeteros      | Cafeteros      | Cafeteros      | Cafeteros      | Cafeteros      | Cafeteros      | Costeños       | Costeños       | Costeños       | Costeños       | Costeños       | Costeños       | Tolima Grande  | Tolima Grande  | Tolima Grande  | Tolima Grande  | Tolima Grande  | Tolima Grande  | Vallecaucanos  | Vallecaucanos  | Vallecaucanos  | Vallecaucanos  | Vallecaucanos  | Vallecaucanos  | Costeños        | Costeños        | Costeños        | Costeños        | Costeños        | Costeños        | Llaneros        | Llaneros        | Llaneros        | Llaneros        | Llaneros        | Llaneros        |
| 1       | Salvación IV   |                |                |                |                |                |                |                |                |                |                |                |                |                |                |                |                |                |                |                |                |                |                |                |                 |                 |                 |                 |                 |                 |                 |                 |                 |                 |                 |                 |
| 1       | Antioqueños    | Antioqueños    | Antioqueños    | Antioqueños    | Antioqueños    | Antioqueños    | Costeños       | Costeños       | Costeños       | Costeños       | Costeños       | Costeños       | Cachacos       | Cachacos       | Cachacos       | Cachacos       | Cachacos       | Cachacos       | Cafeteros      | Cafeteros      | Cafeteros      | Cafeteros      | Cafeteros      | Cafeteros      | Tolima Grande   | Tolima Grande   | Tolima Grande   | Tolima Grande   | Tolima Grande   | Tolima Grande   | Cafeteros       | Cafeteros       | Cafeteros       | Cafeteros       | Cafeteros       | Cafeteros       |
| 1       | Tolima Grande  | Tolima Grande  | Tolima Grande  | Tolima Grande  | Tolima Grande  | Tolima Grande  | Vallecaucanos  | Vallecaucanos  | Vallecaucanos  | Vallecaucanos  | Vallecaucanos  | Vallecaucanos  | Santandereanos | Santandereanos | Santandereanos | Santandereanos | Santandereanos | Santandereanos | Santandereanos | Santandereanos | Santandereanos | Santandereanos | Santandereanos | Santandereanos | Tolima Grande   | Tolima Grande   | Tolima Grande   | Tolima Grande   | Tolima Grande   | Tolima Grande   | Cafeteros       | Cafeteros       | Cafeteros       | Cafeteros       | Cafeteros       | Cafeteros       |
| 2       | Regiones       | Regiones       | Regiones       | Regiones       | Regiones       | Regiones       | Regiones       | Regiones       | Regiones       | Regiones       | Regiones       | Regiones       | Regiones       | Regiones       | Regiones       | Regiones       | Regiones       | Regiones       | Regiones       | Regiones       | Regiones       | Regiones       | Regiones       | Regiones       | Región Ganadora | Región Ganadora | Región Ganadora | Región Ganadora | Región Ganadora | Región Ganadora | Región Ganadora | Región Ganadora | Región Ganadora | Región Ganadora | Región Ganadora | Región Ganadora |
| 2       | Salvación V    |                |                |                |                |                |                |                |                |                |                |                |                |                |                |                |                |                |                |                |                |                |                |                |                 |                 |                 |                 |                 |                 |                 |                 |                 |                 |                 |                 |
| 2       | Antioqueños    | Antioqueños    | Antioqueños    | Antioqueños    | Cachacos       | Cachacos       | Cachacos       | Cachacos       | Cafeteros      | Cafeteros      | Cafeteros      | Cafeteros      | Costeños       | Costeños       | Costeños       | Costeños       | Santandereanos | Santandereanos | Santandereanos | Santandereanos | Vallecaucanos  | Vallecaucanos  | Vallecaucanos  | Vallecaucanos  | Vallecaucanos   | Vallecaucanos   | Vallecaucanos   | Vallecaucanos   | Vallecaucanos   | Vallecaucanos   | Vallecaucanos   | Vallecaucanos   | Vallecaucanos   | Vallecaucanos   | Vallecaucanos   | Vallecaucanos   |
| 2       | Salvación VI   |                |                |                |                |                |                |                |                |                |                |                |                |                |                |                |                |                |                |                |                |                |                |                |                 |                 |                 |                 |                 |                 |                 |                 |                 |                 |                 |                 |
| 2       | Antioqueños    | Antioqueños    | Antioqueños    | Antioqueños    | Antioqueños    | Cachacos       | Cachacos       | Cachacos       | Cachacos       | Cachacos       | Cafeteros      | Cafeteros      | Cafeteros      | Cafeteros      | Cafeteros      | Costeños       | Costeños       | Costeños       | Costeños       | Santandereanos | Santandereanos | Santandereanos | Santandereanos | Santandereanos | Costeños        | Costeños        | Costeños        | Costeños        | Costeños        | Costeños        | Costeños        | Costeños        | Costeños        | Costeños        | Costeños        | Costeños        |
| 2       | Salvación VII  |                |                |                |                |                |                |                |                |                |                |                |                |                |                |                |                |                |                |                |                |                |                |                |                 |                 |                 |                 |                 |                 |                 |                 |                 |                 |                 |                 |
| 2       | Antioqueños    | Antioqueños    | Antioqueños    | Antioqueños    | Antioqueños    | Antioqueños    | Cachacos       | Cachacos       | Cachacos       | Cachacos       | Cachacos       | Cachacos       | Cafeteros      | Cafeteros      | Cafeteros      | Cafeteros      | Cafeteros      | Cafeteros      | Santandereanos | Santandereanos | Santandereanos | Santandereanos | Santandereanos | Santandereanos | Cafeteros       | Cafeteros       | Cafeteros       | Cafeteros       | Cafeteros       | Cafeteros       | Cafeteros       | Cafeteros       | Cafeteros       | Cafeteros       | Cafeteros       | Cafeteros       |
| 2       | Salvación VIII |                |                |                |                |                |                |                |                |                |                |                |                |                |                |                |                |                |                |                |                |                |                |                |                 |                 |                 |                 |                 |                 |                 |                 |                 |                 |                 |                 |
| 2       | Antioqueños    | Antioqueños    | Antioqueños    | Antioqueños    | Antioqueños    | Antioqueños    | Antioqueños    | Antioqueños    | Cachacos       | Cachacos       | Cachacos       | Cachacos       | Cachacos       | Cachacos       | Cachacos       | Cachacos       | Santandereanos | Santandereanos | Santandereanos | Santandereanos | Santandereanos | Santandereanos | Santandereanos | Santandereanos | Santandereanos  | Santandereanos  | Santandereanos  | Santandereanos  | Santandereanos  | Santandereanos  | Santandereanos  | Santandereanos  | Santandereanos  | Santandereanos  | Santandereanos  | Santandereanos  |
| Etapa 2 |                |                |                |                |                |                |                |                |                |                |                |                |                |                |                |                |                |                |                |                |                |                |                |                |                 |                 |                 |                 |                 |                 |                 |                 |                 |                 |                 |                 |
| Semana  | Grupo A        | Grupo A        | Grupo A        | Grupo A        | Grupo A        | Grupo A        | Grupo A        | Grupo A        | Grupo A        | Grupo A        | Grupo A        | Grupo A        | Grupo B        | Grupo B        | Grupo B        | Grupo B        | Grupo B        | Grupo B        | Grupo B        | Grupo B        | Grupo B        | Grupo B        | Grupo B        | Grupo B        | Ronda Final     | Ronda Final     | Ronda Final     | Ronda Final     | Ronda Final     | Ronda Final     | Ronda Final     | Ronda Final     | Ronda Final     | Ronda Final     | Ronda Final     | Ronda Final     |
| 3       | Salvación I    | Salvación I    | Salvación I    | Salvación I    | Salvación I    | Salvación I    | Salvación I    | Salvación I    | Salvación I    | Salvación I    | Salvación I    | Salvación I    | Salvación I    | Salvación I    | Salvación I    | Salvación I    | Salvación I    | Salvación I    | Salvación I    | Salvación I    | Salvación I    | Salvación I    | Salvación I    | Salvación I    | Salvación I     | Salvación I     | Salvación I     | Salvación I     | Salvación I     | Salvación I     | Salvación I     | Salvación I     | Salvación I     | Salvación I     | Salvación I     | Salvación I     |
| 3       | Cafeteros      | Cafeteros      | Cafeteros      | Cafeteros      | Cafeteros      | Cafeteros      | Costeños       | Costeños       | Costeños       | Costeños       | Costeños       | Costeños       | Amazónicos     | Amazónicos     | Amazónicos     | Amazónicos     | Amazónicos     | Amazónicos     | Llaneros       | Llaneros       | Llaneros       | Llaneros       | Llaneros       | Llaneros       | Costeños        | Costeños        | Costeños        | Costeños        | Costeños        | Costeños        | Amazónicos      | Amazónicos      | Amazónicos      | Amazónicos      | Amazónicos      | Amazónicos      |
| 3       | Santandereanos | Santandereanos | Santandereanos | Santandereanos | Santandereanos | Santandereanos | Tolima Grande  | Tolima Grande  | Tolima Grande  | Tolima Grande  | Tolima Grande  | Tolima Grande  | Pastusos       | Pastusos       | Pastusos       | Pastusos       | Pastusos       | Pastusos       | Pastusos       | Pastusos       | Pastusos       | Pastusos       | Pastusos       | Pastusos       | Costeños        | Costeños        | Costeños        | Costeños        | Costeños        | Costeños        | Amazónicos      | Amazónicos      | Amazónicos      | Amazónicos      | Amazónicos      | Amazónicos      |
| 3       | Salvación II   |                |                |                |                |                |                |                |                |                |                |                |                |                |                |                |                |                |                |                |                |                |                |                |                 |                 |                 |                 |                 |                 |                 |                 |                 |                 |                 |                 |
| 3       | Amazónicos     | Amazónicos     | Amazónicos     | Amazónicos     | Amazónicos     | Amazónicos     | Cafeteros      | Cafeteros      | Cafeteros      | Cafeteros      | Cafeteros      | Cafeteros      | Pastusos       | Pastusos       | Pastusos       | Pastusos       | Pastusos       | Pastusos       | Santandereanos | Santandereanos | Santandereanos | Santandereanos | Santandereanos | Santandereanos | Llaneros        | Llaneros        | Llaneros        | Llaneros        | Llaneros        | Llaneros        | Tolima Grande   | Tolima Grande   | Tolima Grande   | Tolima Grande   | Tolima Grande   | Tolima Grande   |
| 3       | Llaneros       | Llaneros       | Llaneros       | Llaneros       | Llaneros       | Llaneros       | Llaneros       | Llaneros       | Llaneros       | Llaneros       | Llaneros       | Llaneros       | Tolima Grande  | Tolima Grande  | Tolima Grande  | Tolima Grande  | Tolima Grande  | Tolima Grande  | Tolima Grande  | Tolima Grande  | Tolima Grande  | Tolima Grande  | Tolima Grande  | Tolima Grande  | Llaneros        | Llaneros        | Llaneros        | Llaneros        | Llaneros        | Llaneros        | Tolima Grande   | Tolima Grande   | Tolima Grande   | Tolima Grande   | Tolima Grande   | Tolima Grande   |
| 3       | Salvación III  |                |                |                |                |                |                |                |                |                |                |                |                |                |                |                |                |                |                |                |                |                |                |                |                 |                 |                 |                 |                 |                 |                 |                 |                 |                 |                 |                 |
| 3       | Cafeteros      | Cafeteros      | Cafeteros      | Cafeteros      | Cafeteros      | Cafeteros      | Llaneros       | Llaneros       | Llaneros       | Llaneros       | Llaneros       | Llaneros       | Amazónicos     | Amazónicos     | Amazónicos     | Amazónicos     | Amazónicos     | Amazónicos     | Pastusos       | Pastusos       | Pastusos       | Pastusos       | Pastusos       | Pastusos       | Llaneros        | Llaneros        | Llaneros        | Llaneros        | Llaneros        | Llaneros        | Amazónicos      | Amazónicos      | Amazónicos      | Amazónicos      | Amazónicos      | Amazónicos      |
| 3       | Santandereanos |                |                |                |                |                |                |                |                |                |                |                | Amazónicos     | Amazónicos     | Amazónicos     | Amazónicos     | Amazónicos     | Amazónicos     | Pastusos       | Pastusos       | Pastusos       | Pastusos       | Pastusos       | Pastusos       | Llaneros        | Llaneros        | Llaneros        | Llaneros        | Llaneros        | Llaneros        | Amazónicos      | Amazónicos      | Amazónicos      | Amazónicos      | Amazónicos      | Amazónicos      |
| 3       | Salvación IV   |                |                |                |                |                |                |                |                |                |                |                |                |                |                |                |                |                |                |                |                |                |                |                |                 |                 |                 |                 |                 |                 |                 |                 |                 |                 |                 |                 |
| 3       | Llaneros       | Llaneros       | Llaneros       | Llaneros       | Llaneros       | Llaneros       | Santandereanos | Santandereanos | Santandereanos | Santandereanos | Santandereanos | Santandereanos | Cafeteros      | Cafeteros      | Cafeteros      | Cafeteros      | Cafeteros      | Cafeteros      | Pastusos       | Pastusos       | Pastusos       | Pastusos       | Pastusos       | Pastusos       | Santandereanos  | Santandereanos  | Santandereanos  | Santandereanos  | Santandereanos  | Santandereanos  | Pastusos        | Pastusos        | Pastusos        | Pastusos        | Pastusos        | Pastusos        |
| 4       | Regiones       | Regiones       | Regiones       | Regiones       | Regiones       | Regiones       | Regiones       | Regiones       | Regiones       | Regiones       | Regiones       | Regiones       | Regiones       | Regiones       | Regiones       | Regiones       | Regiones       | Regiones       | Regiones       | Regiones       | Regiones       | Regiones       | Regiones       | Regiones       | Región Ganadora | Región Ganadora | Región Ganadora | Región Ganadora | Región Ganadora | Región Ganadora | Región Ganadora | Región Ganadora | Región Ganadora | Región Ganadora | Región Ganadora | Región Ganadora |
| 4       | Salvación V    |                |                |                |                |                |                |                |                |                |                |                |                |                |                |                |                |                |                |                |                |                |                |                |                 |                 |                 |                 |                 |                 |                 |                 |                 |                 |                 |                 |
| 4       | Antioqueños    | Antioqueños    | Antioqueños    | Antioqueños    | Antioqueños    | Cafeteros      | Cafeteros      | Cafeteros      | Cafeteros      | Cafeteros      | Llaneros       | Llaneros       | Llaneros       | Llaneros       | Llaneros       | Pastusos       | Pastusos       | Pastusos       | Pastusos       | Vallecaucanos  | Vallecaucanos  | Vallecaucanos  | Vallecaucanos  | Vallecaucanos  | Antioqueños     | Antioqueños     | Antioqueños     | Antioqueños     | Antioqueños     | Antioqueños     | Antioqueños     | Antioqueños     | Antioqueños     | Antioqueños     | Antioqueños     | Antioqueños     |
| 4       | Salvación VI   |                |                |                |                |                |                |                |                |                |                |                |                |                |                |                |                |                |                |                |                |                |                |                |                 |                 |                 |                 |                 |                 |                 |                 |                 |                 |                 |                 |
| 4       | Cafeteros      | Cafeteros      | Cafeteros      | Cafeteros      | Cafeteros      | Cafeteros      | Llaneros       | Llaneros       | Llaneros       | Llaneros       | Llaneros       | Llaneros       | Pastusos       | Pastusos       | Pastusos       | Pastusos       | Pastusos       | Pastusos       | Vallecaucanos  | Vallecaucanos  | Vallecaucanos  | Vallecaucanos  | Vallecaucanos  | Vallecaucanos  | Vallecaucanos   | Vallecaucanos   | Vallecaucanos   | Vallecaucanos   | Vallecaucanos   | Vallecaucanos   | Vallecaucanos   | Vallecaucanos   | Vallecaucanos   | Vallecaucanos   | Vallecaucanos   | Vallecaucanos   |
| 4       | Salvación VII  |                |                |                |                |                |                |                |                |                |                |                |                |                |                |                |                |                |                |                |                |                |                |                |                 |                 |                 |                 |                 |                 |                 |                 |                 |                 |                 |                 |
| 4       | Cafeteros      | Cafeteros      | Cafeteros      | Cafeteros      | Cafeteros      | Cafeteros      | Cafeteros      | Cafeteros      | Llaneros       | Llaneros       | Llaneros       | Llaneros       | Llaneros       | Llaneros       | Llaneros       | Llaneros       | Pastusos       | Pastusos       | Pastusos       | Pastusos       | Pastusos       | Pastusos       | Pastusos       | Pastusos       | Cafeteros       | Cafeteros       | Cafeteros       | Cafeteros       | Cafeteros       | Cafeteros       | Cafeteros       | Cafeteros       | Cafeteros       | Cafeteros       | Cafeteros       | Cafeteros       |
| Etapa 3 |                |                |                |                |                |                |                |                |                |                |                |                |                |                |                |                |                |                |                |                |                |                |                |                |                 |                 |                 |                 |                 |                 |                 |                 |                 |                 |                 |                 |
| Semana  | Grupo A        | Grupo A        | Grupo A        | Grupo A        | Grupo A        | Grupo A        | Grupo A        | Grupo A        | Grupo A        | Grupo A        | Grupo A        | Grupo A        | Grupo B        | Grupo B        | Grupo B        | Grupo B        | Grupo B        | Grupo B        | Grupo B        | Grupo B        | Grupo B        | Grupo B        | Grupo B        | Grupo B        | Ronda Final     | Ronda Final     | Ronda Final     | Ronda Final     | Ronda Final     | Ronda Final     | Ronda Final     | Ronda Final     | Ronda Final     | Ronda Final     | Ronda Final     | Ronda Final     |
| 5       | Salvación I    | Salvación I    | Salvación I    | Salvación I    | Salvación I    | Salvación I    | Salvación I    | Salvación I    | Salvación I    | Salvación I    | Salvación I    | Salvación I    | Salvación I    | Salvación I    | Salvación I    | Salvación I    | Salvación I    | Salvación I    | Salvación I    | Salvación I    | Salvación I    | Salvación I    | Salvación I    | Salvación I    | Salvación I     | Salvación I     | Salvación I     | Salvación I     | Salvación I     | Salvación I     | Salvación I     | Salvación I     | Salvación I     | Salvación I     | Salvación I     | Salvación I     |
| 5       | Antioqueños    | Antioqueños    | Antioqueños    | Antioqueños    | Antioqueños    | Antioqueños    | Cafeteros      | Cafeteros      | Cafeteros      | Cafeteros      | Cafeteros      | Cafeteros      | Amazónicos     | Amazónicos     | Amazónicos     | Amazónicos     | Amazónicos     | Amazónicos     | Pastusos       | Pastusos       | Pastusos       | Pastusos       | Pastusos       | Pastusos       | Tolima Grande   | Tolima Grande   | Tolima Grande   | Tolima Grande   | Costeños        | Costeños        | Costeños        | Costeños        | Pastusos        | Pastusos        | Pastusos        | Pastusos        |
| 5       | Costeños       | Costeños       | Costeños       | Costeños       | Costeños       | Costeños       | Vallecaucanos  | Vallecaucanos  | Vallecaucanos  | Vallecaucanos  | Vallecaucanos  | Vallecaucanos  | Santandereanos | Santandereanos | Santandereanos | Santandereanos | Santandereanos | Santandereanos | Santandereanos | Santandereanos | Santandereanos | Santandereanos | Santandereanos | Santandereanos | Tolima Grande   | Tolima Grande   | Tolima Grande   | Tolima Grande   | Costeños        | Costeños        | Costeños        | Costeños        | Pastusos        | Pastusos        | Pastusos        | Pastusos        |
| 5       | Salvación II   |                |                |                |                |                |                |                |                |                |                |                |                |                |                |                |                |                |                |                |                |                |                |                |                 |                 |                 |                 |                 |                 |                 |                 |                 |                 |                 |                 |
| 5       | Amazónicos     | Amazónicos     | Amazónicos     | Amazónicos     | Amazónicos     | Amazónicos     | Santandereanos | Santandereanos | Santandereanos | Santandereanos | Santandereanos | Santandereanos | Antioqueños    | Antioqueños    | Antioqueños    | Antioqueños    | Antioqueños    | Antioqueños    | Cafeteros      | Cafeteros      | Cafeteros      | Cafeteros      | Cafeteros      | Cafeteros      | Tolima Grande   | Tolima Grande   | Tolima Grande   | Tolima Grande   | Vallecaucanos   | Vallecaucanos   | Vallecaucanos   | Vallecaucanos   | Cafeteros       | Cafeteros       | Cafeteros       | Cafeteros       |
| 5       | Vallecaucanos  | Vallecaucanos  | Vallecaucanos  | Vallecaucanos  | Vallecaucanos  | Vallecaucanos  | Vallecaucanos  | Vallecaucanos  | Vallecaucanos  | Vallecaucanos  | Vallecaucanos  | Vallecaucanos  | Pastusos       | Pastusos       | Pastusos       | Pastusos       | Pastusos       | Pastusos       | Pastusos       | Pastusos       | Pastusos       | Pastusos       | Pastusos       | Pastusos       | Tolima Grande   | Tolima Grande   | Tolima Grande   | Tolima Grande   | Vallecaucanos   | Vallecaucanos   | Vallecaucanos   | Vallecaucanos   | Cafeteros       | Cafeteros       | Cafeteros       | Cafeteros       |
| 5       | Salvación III  |                |                |                |                |                |                |                |                |                |                |                |                |                |                |                |                |                |                |                |                |                |                |                |                 |                 |                 |                 |                 |                 |                 |                 |                 |                 |                 |                 |
| 5       | Pastusos       | Pastusos       | Pastusos       | Pastusos       | Pastusos       | Pastusos       | Santandereanos | Santandereanos | Santandereanos | Santandereanos | Santandereanos | Santandereanos | Amazónicos     | Amazónicos     | Amazónicos     | Amazónicos     | Amazónicos     | Amazónicos     | Antioqueños    | Antioqueños    | Antioqueños    | Antioqueños    | Antioqueños    | Antioqueños    | Vallecaucanos   | Vallecaucanos   | Vallecaucanos   | Vallecaucanos   | Vallecaucanos   | Vallecaucanos   | Antioqueños     | Antioqueños     | Antioqueños     | Antioqueños     | Antioqueños     | Antioqueños     |
| 5       | Vallecaucanos  | Vallecaucanos  | Vallecaucanos  | Vallecaucanos  | Vallecaucanos  | Vallecaucanos  | Vallecaucanos  | Vallecaucanos  | Vallecaucanos  | Vallecaucanos  | Vallecaucanos  | Vallecaucanos  | Cafeteros      | Cafeteros      | Cafeteros      | Cafeteros      | Cafeteros      | Cafeteros      | Cafeteros      | Cafeteros      | Cafeteros      | Cafeteros      | Cafeteros      | Cafeteros      | Vallecaucanos   | Vallecaucanos   | Vallecaucanos   | Vallecaucanos   | Vallecaucanos   | Vallecaucanos   | Antioqueños     | Antioqueños     | Antioqueños     | Antioqueños     | Antioqueños     | Antioqueños     |
| 6       | Regiones       | Regiones       | Regiones       | Regiones       | Regiones       | Regiones       | Regiones       | Regiones       | Regiones       | Regiones       | Regiones       | Regiones       | Regiones       | Regiones       | Regiones       | Regiones       | Regiones       | Regiones       | Regiones       | Regiones       | Regiones       | Regiones       | Regiones       | Regiones       | Región Ganadora | Región Ganadora | Región Ganadora | Región Ganadora | Región Ganadora | Región Ganadora | Región Ganadora | Región Ganadora | Región Ganadora | Región Ganadora | Región Ganadora | Región Ganadora |
| 6       | Salvación IV   |                |                |                |                |                |                |                |                |                |                |                |                |                |                |                |                |                |                |                |                |                |                |                |                 |                 |                 |                 |                 |                 |                 |                 |                 |                 |                 |                 |
| 6       | Amazónicos     | Amazónicos     | Amazónicos     | Amazónicos     | Amazónicos     | Antioqueños    | Antioqueños    | Antioqueños    | Antioqueños    | Antioqueños    | Cafeteros      | Cafeteros      | Cafeteros      | Cafeteros      | Cafeteros      | Pastusos       | Pastusos       | Pastusos       | Pastusos       | Santandereanos | Santandereanos | Santandereanos | Santandereanos | Santandereanos | Amazónicos      | Amazónicos      | Amazónicos      | Amazónicos      | Amazónicos      | Amazónicos      | Amazónicos      | Amazónicos      | Amazónicos      | Amazónicos      | Amazónicos      | Amazónicos      |
| 6       | Salvación V    |                |                |                |                |                |                |                |                |                |                |                |                |                |                |                |                |                |                |                |                |                |                |                |                 |                 |                 |                 |                 |                 |                 |                 |                 |                 |                 |                 |
| 6       | Antioqueños    | Antioqueños    | Antioqueños    | Antioqueños    | Antioqueños    | Antioqueños    | Cafeteros      | Cafeteros      | Cafeteros      | Cafeteros      | Cafeteros      | Cafeteros      | Pastusos       | Pastusos       | Pastusos       | Pastusos       | Pastusos       | Pastusos       | Santandereanos | Santandereanos | Santandereanos | Santandereanos | Santandereanos | Santandereanos | Antioqueños     | Antioqueños     | Antioqueños     | Antioqueños     | Antioqueños     | Antioqueños     | Antioqueños     | Antioqueños     | Antioqueños     | Antioqueños     | Antioqueños     | Antioqueños     |
| 6       | Salvación VI   |                |                |                |                |                |                |                |                |                |                |                |                |                |                |                |                |                |                |                |                |                |                |                |                 |                 |                 |                 |                 |                 |                 |                 |                 |                 |                 |                 |
| 6       | Cafeteros      | Cafeteros      | Cafeteros      | Cafeteros      | Cafeteros      | Cafeteros      | Cafeteros      | Cafeteros      | Pastusos       | Pastusos       | Pastusos       | Pastusos       | Pastusos       | Pastusos       | Pastusos       | Pastusos       | Santandereanos | Santandereanos | Santandereanos | Santandereanos | Santandereanos | Santandereanos | Santandereanos | Santandereanos | Cafeteros       | Cafeteros       | Cafeteros       | Cafeteros       | Cafeteros       | Cafeteros       | Cafeteros       | Cafeteros       | Cafeteros       | Cafeteros       | Cafeteros       | Cafeteros       |
| Etapa 4 |                |                |                |                |                |                |                |                |                |                |                |                |                |                |                |                |                |                |                |                |                |                |                |                |                 |                 |                 |                 |                 |                 |                 |                 |                 |                 |                 |                 |
| Semana  | Grupo A        | Grupo A        | Grupo A        | Grupo A        | Grupo A        | Grupo A        | Grupo A        | Grupo A        | Grupo A        | Grupo A        | Grupo A        | Grupo A        | Grupo B        | Grupo B        | Grupo B        | Grupo B        | Grupo B        | Grupo B        | Grupo B        | Grupo B        | Grupo B        | Grupo B        | Grupo B        | Grupo B        | Ronda Final     | Ronda Final     | Ronda Final     | Ronda Final     | Ronda Final     | Ronda Final     | Ronda Final     | Ronda Final     | Ronda Final     | Ronda Final     | Ronda Final     | Ronda Final     |
| 7       | Salvación I    | Salvación I    | Salvación I    | Salvación I    | Salvación I    | Salvación I    | Salvación I    | Salvación I    | Salvación I    | Salvación I    | Salvación I    | Salvación I    | Salvación I    | Salvación I    | Salvación I    | Salvación I    | Salvación I    | Salvación I    | Salvación I    | Salvación I    | Salvación I    | Salvación I    | Salvación I    | Salvación I    | Salvación I     | Salvación I     | Salvación I     | Salvación I     | Salvación I     | Salvación I     | Salvación I     | Salvación I     | Salvación I     | Salvación I     | Salvación I     | Salvación I     |
| 7       | Amazónicos     | Amazónicos     | Amazónicos     | Amazónicos     | Amazónicos     | Amazónicos     | Pastusos       | Pastusos       | Pastusos       | Pastusos       | Pastusos       | Pastusos       | Antioqueños    | Antioqueños    | Antioqueños    | Antioqueños    | Antioqueños    | Antioqueños    | Cafeteros      | Cafeteros      | Cafeteros      | Cafeteros      | Cafeteros      | Cafeteros      | Amazónicos      | Amazónicos      | Amazónicos      | Amazónicos      | Amazónicos      | Amazónicos      | Antioqueños     | Antioqueños     | Antioqueños     | Antioqueños     | Antioqueños     | Antioqueños     |
| 7       | Tolima Grande  | Tolima Grande  | Tolima Grande  | Tolima Grande  | Tolima Grande  | Tolima Grande  | Vallecaucanos  | Vallecaucanos  | Vallecaucanos  | Vallecaucanos  | Vallecaucanos  | Vallecaucanos  | Costeños       | Costeños       | Costeños       | Costeños       | Costeños       | Costeños       | Costeños       | Costeños       | Costeños       | Costeños       | Costeños       | Costeños       | Amazónicos      | Amazónicos      | Amazónicos      | Amazónicos      | Amazónicos      | Amazónicos      | Antioqueños     | Antioqueños     | Antioqueños     | Antioqueños     | Antioqueños     | Antioqueños     |
| 7       | Salvación II   |                |                |                |                |                |                |                |                |                |                |                |                |                |                |                |                |                |                |                |                |                |                |                |                 |                 |                 |                 |                 |                 |                 |                 |                 |                 |                 |                 |
| 7       | Cafeteros      | Cafeteros      | Cafeteros      | Cafeteros      | Cafeteros      | Cafeteros      | Costeños       | Costeños       | Costeños       | Costeños       | Costeños       | Costeños       | Antioqueños    | Antioqueños    | Antioqueños    | Antioqueños    | Antioqueños    | Antioqueños    | Tolima Grande  | Tolima Grande  | Tolima Grande  | Tolima Grande  | Tolima Grande  | Tolima Grande  | Cafeteros       | Cafeteros       | Cafeteros       | Cafeteros       | Cafeteros       | Cafeteros       | Vallecaucanos   | Vallecaucanos   | Vallecaucanos   | Vallecaucanos   | Vallecaucanos   | Vallecaucanos   |
| 7       | Pastusos       | Pastusos       | Pastusos       | Pastusos       | Pastusos       | Pastusos       | Pastusos       | Pastusos       | Pastusos       | Pastusos       | Pastusos       | Pastusos       | Vallecaucanos  | Vallecaucanos  | Vallecaucanos  | Vallecaucanos  | Vallecaucanos  | Vallecaucanos  | Vallecaucanos  | Vallecaucanos  | Vallecaucanos  | Vallecaucanos  | Vallecaucanos  | Vallecaucanos  | Cafeteros       | Cafeteros       | Cafeteros       | Cafeteros       | Cafeteros       | Cafeteros       | Vallecaucanos   | Vallecaucanos   | Vallecaucanos   | Vallecaucanos   | Vallecaucanos   | Vallecaucanos   |
| 7       | Salvación III  |                |                |                |                |                |                |                |                |                |                |                |                |                |                |                |                |                |                |                |                |                |                |                |                 |                 |                 |                 |                 |                 |                 |                 |                 |                 |                 |                 |
| 7       | Antioqueños    | Antioqueños    | Antioqueños    | Antioqueños    | Antioqueños    | Antioqueños    | Costeños       | Costeños       | Costeños       | Costeños       | Costeños       | Costeños       | Tolima Grande  | Tolima Grande  | Tolima Grande  | Tolima Grande  | Tolima Grande  | Tolima Grande  | Vallecaucanos  | Vallecaucanos  | Vallecaucanos  | Vallecaucanos  | Vallecaucanos  | Vallecaucanos  | Costeños        | Costeños        | Costeños        | Costeños        | Costeños        | Costeños        | Tolima Grande   | Tolima Grande   | Tolima Grande   | Tolima Grande   | Tolima Grande   | Tolima Grande   |
| 7       | Pastusos       |                |                |                |                |                |                |                |                |                |                |                | Tolima Grande  | Tolima Grande  | Tolima Grande  | Tolima Grande  | Tolima Grande  | Tolima Grande  | Vallecaucanos  | Vallecaucanos  | Vallecaucanos  | Vallecaucanos  | Vallecaucanos  | Vallecaucanos  | Costeños        | Costeños        | Costeños        | Costeños        | Costeños        | Costeños        | Tolima Grande   | Tolima Grande   | Tolima Grande   | Tolima Grande   | Tolima Grande   | Tolima Grande   |
| 8       | Regiones       | Regiones       | Regiones       | Regiones       | Regiones       | Regiones       | Regiones       | Regiones       | Regiones       | Regiones       | Regiones       | Regiones       | Regiones       | Regiones       | Regiones       | Regiones       | Regiones       | Regiones       | Regiones       | Regiones       | Regiones       | Regiones       | Regiones       | Regiones       | Región Ganadora | Región Ganadora | Región Ganadora | Región Ganadora | Región Ganadora | Región Ganadora | Región Ganadora | Región Ganadora | Región Ganadora | Región Ganadora | Región Ganadora | Región Ganadora |
| 8       | Salvación IV   |                |                |                |                |                |                |                |                |                |                |                |                |                |                |                |                |                |                |                |                |                |                |                |                 |                 |                 |                 |                 |                 |                 |                 |                 |                 |                 |                 |
| 8       | Antioqueños    | Antioqueños    | Antioqueños    | Antioqueños    | Antioqueños    | Antioqueños    | Costeños       | Costeños       | Costeños       | Costeños       | Costeños       | Costeños       | Pastusos       | Pastusos       | Pastusos       | Pastusos       | Pastusos       | Pastusos       | Vallecaucanos  | Vallecaucanos  | Vallecaucanos  | Vallecaucanos  | Vallecaucanos  | Vallecaucanos  | Antioqueños     | Antioqueños     | Antioqueños     | Antioqueños     | Antioqueños     | Antioqueños     | Antioqueños     | Antioqueños     | Antioqueños     | Antioqueños     | Antioqueños     | Antioqueños     |
| 8       | Salvación V    |                |                |                |                |                |                |                |                |                |                |                |                |                |                |                |                |                |                |                |                |                |                |                |                 |                 |                 |                 |                 |                 |                 |                 |                 |                 |                 |                 |
| 8       | Costeños       | Costeños       | Costeños       | Costeños       | Costeños       | Costeños       | Costeños       | Costeños       | Pastusos       | Pastusos       | Pastusos       | Pastusos       | Pastusos       | Pastusos       | Pastusos       | Pastusos       | Vallecaucanos  | Vallecaucanos  | Vallecaucanos  | Vallecaucanos  | Vallecaucanos  | Vallecaucanos  | Vallecaucanos  | Vallecaucanos  | Vallecaucanos   | Vallecaucanos   | Vallecaucanos   | Vallecaucanos   | Vallecaucanos   | Vallecaucanos   | Vallecaucanos   | Vallecaucanos   | Vallecaucanos   | Vallecaucanos   | Vallecaucanos   | Vallecaucanos   |
| Etapa 5 |                |                |                |                |                |                |                |                |                |                |                |                |                |                |                |                |                |                |                |                |                |                |                |                |                 |                 |                 |                 |                 |                 |                 |                 |                 |                 |                 |                 |
| Semana  | Grupo A        | Grupo A        | Grupo A        | Grupo A        | Grupo A        | Grupo A        | Grupo A        | Grupo A        | Grupo A        | Grupo A        | Grupo A        | Grupo A        | Grupo B        | Grupo B        | Grupo B        | Grupo B        | Grupo B        | Grupo B        | Grupo B        | Grupo B        | Grupo B        | Grupo B        | Grupo B        | Grupo B        | Ronda Final     | Ronda Final     | Ronda Final     | Ronda Final     | Ronda Final     | Ronda Final     | Ronda Final     | Ronda Final     | Ronda Final     | Ronda Final     | Ronda Final     | Ronda Final     |
| 9       | Salvación I    | Salvación I    | Salvación I    | Salvación I    | Salvación I    | Salvación I    | Salvación I    | Salvación I    | Salvación I    | Salvación I    | Salvación I    | Salvación I    | Salvación I    | Salvación I    | Salvación I    | Salvación I    | Salvación I    | Salvación I    | Salvación I    | Salvación I    | Salvación I    | Salvación I    | Salvación I    | Salvación I    | Salvación I     | Salvación I     | Salvación I     | Salvación I     | Salvación I     | Salvación I     | Salvación I     | Salvación I     | Salvación I     | Salvación I     | Salvación I     | Salvación I     |
| 9       | Amazónicos     | Amazónicos     | Amazónicos     | Amazónicos     | Amazónicos     | Amazónicos     | Antioqueños    | Antioqueños    | Antioqueños    | Antioqueños    | Antioqueños    | Antioqueños    | Costeños       | Costeños       | Costeños       | Costeños       | Costeños       | Costeños       | Tolima Grande  | Tolima Grande  | Tolima Grande  | Tolima Grande  | Tolima Grande  | Tolima Grande  | Amazónicos      | Amazónicos      | Amazónicos      | Amazónicos      | Amazónicos      | Amazónicos      | Costeños        | Costeños        | Costeños        | Costeños        | Costeños        | Costeños        |
| 9       | Cafeteros      | Cafeteros      | Cafeteros      | Cafeteros      | Cafeteros      | Cafeteros      | Cafeteros      | Cafeteros      | Cafeteros      | Cafeteros      | Cafeteros      | Cafeteros      | Vallecaucanos  | Vallecaucanos  | Vallecaucanos  | Vallecaucanos  | Vallecaucanos  | Vallecaucanos  | Vallecaucanos  | Vallecaucanos  | Vallecaucanos  | Vallecaucanos  | Vallecaucanos  | Vallecaucanos  | Amazónicos      | Amazónicos      | Amazónicos      | Amazónicos      | Amazónicos      | Amazónicos      | Costeños        | Costeños        | Costeños        | Costeños        | Costeños        | Costeños        |
| 9       | Salvación II   |                |                |                |                |                |                |                |                |                |                |                |                |                |                |                |                |                |                |                |                |                |                |                |                 |                 |                 |                 |                 |                 |                 |                 |                 |                 |                 |                 |
| 9       | Costeños       | Costeños       | Costeños       | Costeños       | Costeños       | Costeños       | Tolima Grande  | Tolima Grande  | Tolima Grande  | Tolima Grande  | Tolima Grande  | Tolima Grande  | Antioqueños    | Antioqueños    | Antioqueños    | Antioqueños    | Antioqueños    | Antioqueños    | Cafeteros      | Cafeteros      | Cafeteros      | Cafeteros      | Cafeteros      | Cafeteros      | Vallecaucanos   | Vallecaucanos   | Vallecaucanos   | Vallecaucanos   | Vallecaucanos   | Vallecaucanos   | Antioqueños     | Antioqueños     | Antioqueños     | Antioqueños     | Antioqueños     | Antioqueños     |
| 9       | Vallecaucanos  |                |                |                |                |                |                |                |                |                |                |                | Antioqueños    | Antioqueños    | Antioqueños    | Antioqueños    | Antioqueños    | Antioqueños    | Cafeteros      | Cafeteros      | Cafeteros      | Cafeteros      | Cafeteros      | Cafeteros      | Vallecaucanos   | Vallecaucanos   | Vallecaucanos   | Vallecaucanos   | Vallecaucanos   | Vallecaucanos   | Antioqueños     | Antioqueños     | Antioqueños     | Antioqueños     | Antioqueños     | Antioqueños     |
| 10      | Regiones       | Regiones       | Regiones       | Regiones       | Regiones       | Regiones       | Regiones       | Regiones       | Regiones       | Regiones       | Regiones       | Regiones       | Regiones       | Regiones       | Regiones       | Regiones       | Regiones       | Regiones       | Regiones       | Regiones       | Regiones       | Regiones       | Regiones       | Regiones       | Región Ganadora | Región Ganadora | Región Ganadora | Región Ganadora | Región Ganadora | Región Ganadora | Región Ganadora | Región Ganadora | Región Ganadora | Región Ganadora | Región Ganadora | Región Ganadora |
| 10      | Salvación III  |                |                |                |                |                |                |                |                |                |                |                |                |                |                |                |                |                |                |                |                |                |                |                |                 |                 |                 |                 |                 |                 |                 |                 |                 |                 |                 |                 |
| 10      | Cafeteros      | Cafeteros      | Cafeteros      | Cafeteros      | Cafeteros      | Cafeteros      | Costeños       | Costeños       | Costeños       | Costeños       | Costeños       | Costeños       | Tolima Grande  | Tolima Grande  | Tolima Grande  | Tolima Grande  | Tolima Grande  | Tolima Grande  | Vallecaucanos  | Vallecaucanos  | Vallecaucanos  | Vallecaucanos  | Vallecaucanos  | Vallecaucanos  | Costeños        | Costeños        | Costeños        | Costeños        | Costeños        | Costeños        | Costeños        | Costeños        | Costeños        | Costeños        | Costeños        | Costeños        |
| 10      | Salvación IV   |                |                |                |                |                |                |                |                |                |                |                |                |                |                |                |                |                |                |                |                |                |                |                |                 |                 |                 |                 |                 |                 |                 |                 |                 |                 |                 |                 |
| 10      | Cafeteros      | Cafeteros      | Cafeteros      | Cafeteros      | Cafeteros      | Cafeteros      | Cafeteros      | Cafeteros      | Tolima Grande  | Tolima Grande  | Tolima Grande  | Tolima Grande  | Tolima Grande  | Tolima Grande  | Tolima Grande  | Tolima Grande  | Vallecaucanos  | Vallecaucanos  | Vallecaucanos  | Vallecaucanos  | Vallecaucanos  | Vallecaucanos  | Vallecaucanos  | Vallecaucanos  | Tolima Grande   | Tolima Grande   | Tolima Grande   | Tolima Grande   | Tolima Grande   | Tolima Grande   | Tolima Grande   | Tolima Grande   | Tolima Grande   | Tolima Grande   | Tolima Grande   | Tolima Grande   |
| Etapa 6 |                |                |                |                |                |                |                |                |                |                |                |                |                |                |                |                |                |                |                |                |                |                |                |                |                 |                 |                 |                 |                 |                 |                 |                 |                 |                 |                 |                 |
| Semana  | Regiones       | Regiones       | Regiones       | Regiones       | Regiones       | Regiones       | Regiones       | Regiones       | Regiones       | Regiones       | Regiones       | Regiones       | Regiones       | Regiones       | Regiones       | Regiones       | Regiones       | Regiones       | Regiones       | Regiones       | Regiones       | Regiones       | Regiones       | Regiones       | Región Ganadora | Región Ganadora | Región Ganadora | Región Ganadora | Región Ganadora | Región Ganadora | Región Ganadora | Región Ganadora | Región Ganadora | Región Ganadora | Región Ganadora | Región Ganadora |
| 11      | Salvación I    | Salvación I    | Salvación I    | Salvación I    | Salvación I    | Salvación I    | Salvación I    | Salvación I    | Salvación I    | Salvación I    | Salvación I    | Salvación I    | Salvación I    | Salvación I    | Salvación I    | Salvación I    | Salvación I    | Salvación I    | Salvación I    | Salvación I    | Salvación I    | Salvación I    | Salvación I    | Salvación I    | Salvación I     | Salvación I     | Salvación I     | Salvación I     | Salvación I     | Salvación I     | Salvación I     | Salvación I     | Salvación I     | Salvación I     | Salvación I     | Salvación I     |
| 11      | Antioqueños    | Antioqueños    | Antioqueños    | Antioqueños    | Antioqueños    | Cafeteros      | Cafeteros      | Cafeteros      | Cafeteros      | Cafeteros      | Amazónicos     | Amazónicos     | Amazónicos     | Amazónicos     | Amazónicos     | Costeños       | Costeños       | Costeños       | Costeños       | Tolima Grande  | Tolima Grande  | Tolima Grande  | Tolima Grande  | Tolima Grande  | Amazónicos      | Amazónicos      | Amazónicos      | Amazónicos      | Amazónicos      | Amazónicos      | Amazónicos      | Amazónicos      | Amazónicos      | Amazónicos      | Amazónicos      | Amazónicos      |
| 11      | Salvación II   |                |                |                |                |                |                |                |                |                |                |                |                |                |                |                |                |                |                |                |                |                |                |                |                 |                 |                 |                 |                 |                 |                 |                 |                 |                 |                 |                 |
| 11      | Antioqueños    | Antioqueños    | Antioqueños    | Antioqueños    | Antioqueños    | Antioqueños    | Cafeteros      | Cafeteros      | Cafeteros      | Cafeteros      | Cafeteros      | Cafeteros      | Costeños       | Costeños       | Costeños       | Costeños       | Costeños       | Costeños       | Tolima Grande  | Tolima Grande  | Tolima Grande  | Tolima Grande  | Tolima Grande  | Tolima Grande  | Tolima Grande   | Tolima Grande   | Tolima Grande   | Tolima Grande   | Tolima Grande   | Tolima Grande   | Tolima Grande   | Tolima Grande   | Tolima Grande   | Tolima Grande   | Tolima Grande   | Tolima Grande   |
| 11      | Salvación III  |                |                |                |                |                |                |                |                |                |                |                |                |                |                |                |                |                |                |                |                |                |                |                |                 |                 |                 |                 |                 |                 |                 |                 |                 |                 |                 |                 |
| 11      | Antioqueños    | Antioqueños    | Antioqueños    | Antioqueños    | Antioqueños    | Antioqueños    | Antioqueños    | Antioqueños    | Cafeteros      | Cafeteros      | Cafeteros      | Cafeteros      | Cafeteros      | Cafeteros      | Cafeteros      | Cafeteros      | Costeños       | Costeños       | Costeños       | Costeños       | Costeños       | Costeños       | Costeños       | Costeños       | Cafeteros       | Cafeteros       | Cafeteros       | Cafeteros       | Cafeteros       | Cafeteros       | Cafeteros       | Cafeteros       | Cafeteros       | Cafeteros       | Cafeteros       | Cafeteros       |
| Etapa 7 |                |                |                |                |                |                |                |                |                |                |                |                |                |                |                |                |                |                |                |                |                |                |                |                |                 |                 |                 |                 |                 |                 |                 |                 |                 |                 |                 |                 |
| Semana  | Regiones       | Regiones       | Regiones       | Regiones       | Regiones       | Regiones       | Regiones       | Regiones       | Regiones       | Regiones       | Regiones       | Regiones       | Regiones       | Regiones       | Regiones       | Regiones       | Regiones       | Regiones       | Regiones       | Regiones       | Regiones       | Regiones       | Regiones       | Regiones       | Región Ganadora | Región Ganadora | Región Ganadora | Región Ganadora | Región Ganadora | Región Ganadora | Región Ganadora | Región Ganadora | Región Ganadora | Región Ganadora | Región Ganadora | Región Ganadora |
| 12      | Salvación I    | Salvación I    | Salvación I    | Salvación I    | Salvación I    | Salvación I    | Salvación I    | Salvación I    | Salvación I    | Salvación I    | Salvación I    | Salvación I    | Salvación I    | Salvación I    | Salvación I    | Salvación I    | Salvación I    | Salvación I    | Salvación I    | Salvación I    | Salvación I    | Salvación I    | Salvación I    | Salvación I    | Salvación I     | Salvación I     | Salvación I     | Salvación I     | Salvación I     | Salvación I     | Salvación I     | Salvación I     | Salvación I     | Salvación I     | Salvación I     | Salvación I     |
| 12      | Amazónicos     | Amazónicos     | Amazónicos     | Amazónicos     | Amazónicos     | Amazónicos     | Cafeteros      | Cafeteros      | Cafeteros      | Cafeteros      | Cafeteros      | Cafeteros      | Costeños       | Costeños       | Costeños       | Costeños       | Costeños       | Costeños       | Tolima Grande  | Tolima Grande  | Tolima Grande  | Tolima Grande  | Tolima Grande  | Tolima Grande  | Costeños        | Costeños        | Costeños        | Costeños        | Costeños        | Costeños        | Costeños        | Costeños        | Costeños        | Costeños        | Costeños        | Costeños        |
| 12      | Salvación II   |                |                |                |                |                |                |                |                |                |                |                |                |                |                |                |                |                |                |                |                |                |                |                |                 |                 |                 |                 |                 |                 |                 |                 |                 |                 |                 |                 |
| 12      | Amazónicos     | Amazónicos     | Amazónicos     | Amazónicos     | Amazónicos     | Amazónicos     | Amazónicos     | Amazónicos     | Cafeteros      | Cafeteros      | Cafeteros      | Cafeteros      | Cafeteros      | Cafeteros      | Cafeteros      | Cafeteros      | Tolima Grande  | Tolima Grande  | Tolima Grande  | Tolima Grande  | Tolima Grande  | Tolima Grande  | Tolima Grande  | Tolima Grande  | Tolima Grande   | Tolima Grande   | Tolima Grande   | Tolima Grande   | Tolima Grande   | Tolima Grande   | Tolima Grande   | Tolima Grande   | Tolima Grande   | Tolima Grande   | Tolima Grande   | Tolima Grande   |

Notas
1. ↑   Los Vallecaucanos fueron los ganadores del Grupo A en el primer Desafío de Salvación de la Semana 1; sin embargo, fueron descalificados al haber cometido una falta. Por este motivo, recibieron la sanción disciplinaria de no poder competir en la siguiente Salvación. Finalmente, el triunfo pasó a ser del equipo Costeño, el cual llegó de segundo a la meta.
2. ↑   Los Amazónicos, cuyo representante resultó ganador en el Desafío de Capitanes de la semana 3, tuvieron el poder de escoger a dos equipos para que no compitieran en los 4 primeros Desafíos de Salvación del ciclo.
3. ↑   El equipo de Tolima Grande, cuya representante resultó ganadora en la Batalla de Capitanas de la Semana 5, adquirió el poder de clasificar directamente a la ronda final durante tres pruebas de salvación consecutivas, por lo tanto fue eximido de participar en la fase de grupos.

### Desafío Final
Son competencias realizadas durante la semifinal, en las que los 3 últimos equipos en juego se enfrentan por convertirse en el primer finalista de la temporada. Se juegan tres llaves conformadas cada una por 2 equipos. El grupo que logre obtener dos puntos, asegura su cupo en la final; mientras que los dos restantes irán al último Desafío a Muerte. En caso de que ningún equipo logre obtener dos puntos, todos quedarán en riesgo de salir del programa.
| Etapa 8              | Etapa 8              | Etapa 8              | Etapa 8              | Etapa 8              | Etapa 8              | Etapa 8              | Etapa 8              | Etapa 8              | Etapa 8              | Etapa 8              | Etapa 8              | Etapa 8              | Etapa 8              | Etapa 8              | Etapa 8              | Etapa 8              | Etapa 8              | Etapa 8              | Etapa 8              | Etapa 8              | Etapa 8              | Etapa 8              | Etapa 8              | Etapa 8              | Etapa 8              | Etapa 8              | Etapa 8              | Etapa 8              | Etapa 8              | Etapa 8              | Etapa 8              | Etapa 8              | Etapa 8              | Etapa 8              | Etapa 8              |
| Semana 13            | Semana 13            | Semana 13            | Semana 13            | Semana 13            | Semana 13            | Semana 13            | Semana 13            | Semana 13            | Semana 13            | Semana 13            | Semana 13            | Semana 13            | Semana 13            | Semana 13            | Semana 13            | Semana 13            | Semana 13            | Semana 13            | Semana 13            | Semana 13            | Semana 13            | Semana 13            | Semana 13            | Semana 13            | Semana 13            | Semana 13            | Semana 13            | Semana 13            | Semana 13            | Semana 13            | Semana 13            | Semana 13            | Semana 13            | Semana 13            | Semana 13            |
| Regiones             | Regiones             | Regiones             | Regiones             | Regiones             | Regiones             | Regiones             | Regiones             | Regiones             | Regiones             | Regiones             | Regiones             | Regiones             | Regiones             | Regiones             | Regiones             | Regiones             | Regiones             | Regiones             | Regiones             | Regiones             | Regiones             | Regiones             | Regiones             | Región Ganadora      | Región Ganadora      | Región Ganadora      | Región Ganadora      | Región Ganadora      | Región Ganadora      | Región Ganadora      | Región Ganadora      | Región Ganadora      | Región Ganadora      | Región Ganadora      | Región Ganadora      |
| Ronda 1 (Triangular) | Ronda 1 (Triangular) | Ronda 1 (Triangular) | Ronda 1 (Triangular) | Ronda 1 (Triangular) | Ronda 1 (Triangular) | Ronda 1 (Triangular) | Ronda 1 (Triangular) | Ronda 1 (Triangular) | Ronda 1 (Triangular) | Ronda 1 (Triangular) | Ronda 1 (Triangular) | Ronda 1 (Triangular) | Ronda 1 (Triangular) | Ronda 1 (Triangular) | Ronda 1 (Triangular) | Ronda 1 (Triangular) | Ronda 1 (Triangular) | Ronda 1 (Triangular) | Ronda 1 (Triangular) | Ronda 1 (Triangular) | Ronda 1 (Triangular) | Ronda 1 (Triangular) | Ronda 1 (Triangular) | Ronda 1 (Triangular) | Ronda 1 (Triangular) | Ronda 1 (Triangular) | Ronda 1 (Triangular) | Ronda 1 (Triangular) | Ronda 1 (Triangular) | Ronda 1 (Triangular) | Ronda 1 (Triangular) | Ronda 1 (Triangular) | Ronda 1 (Triangular) | Ronda 1 (Triangular) | Ronda 1 (Triangular) |
| -------------------- | -------------------- | -------------------- | -------------------- | -------------------- | -------------------- | -------------------- | -------------------- | -------------------- | -------------------- | -------------------- | -------------------- | -------------------- | -------------------- | -------------------- | -------------------- | -------------------- | -------------------- | -------------------- | -------------------- | -------------------- | -------------------- | -------------------- | -------------------- | -------------------- | -------------------- | -------------------- | -------------------- | -------------------- | -------------------- | -------------------- | -------------------- | -------------------- | -------------------- | -------------------- | -------------------- |
| Amazónicos           | Amazónicos           | Amazónicos           | Amazónicos           | Amazónicos           | Amazónicos           | Amazónicos           | Amazónicos           | Amazónicos           | Amazónicos           | Amazónicos           | Amazónicos           | Costeños             | Costeños             | Costeños             | Costeños             | Costeños             | Costeños             | Costeños             | Costeños             | Costeños             | Costeños             | Costeños             | Costeños             | Amazónicos           | Amazónicos           | Amazónicos           | Amazónicos           | Amazónicos           | Amazónicos           | Amazónicos           | Amazónicos           | Amazónicos           | Amazónicos           | Amazónicos           | Amazónicos           |
| Ronda 2 (Triangular) |                      |                      |                      |                      |                      |                      |                      |                      |                      |                      |                      |                      |                      |                      |                      |                      |                      |                      |                      |                      |                      |                      |                      |                      |                      |                      |                      |                      |                      |                      |                      |                      |                      |                      |                      |
| Costeños             | Costeños             | Costeños             | Costeños             | Costeños             | Costeños             | Costeños             | Costeños             | Costeños             | Costeños             | Costeños             | Costeños             | Tolima Grande        | Tolima Grande        | Tolima Grande        | Tolima Grande        | Tolima Grande        | Tolima Grande        | Tolima Grande        | Tolima Grande        | Tolima Grande        | Tolima Grande        | Tolima Grande        | Tolima Grande        | Sin ganador          | Sin ganador          | Sin ganador          | Sin ganador          | Sin ganador          | Sin ganador          | Sin ganador          | Sin ganador          | Sin ganador          | Sin ganador          | Sin ganador          | Sin ganador          |
| Ronda 3 (Triangular) |                      |                      |                      |                      |                      |                      |                      |                      |                      |                      |                      |                      |                      |                      |                      |                      |                      |                      |                      |                      |                      |                      |                      |                      |                      |                      |                      |                      |                      |                      |                      |                      |                      |                      |                      |
| Tolima Grande        | Tolima Grande        | Tolima Grande        | Tolima Grande        | Tolima Grande        | Tolima Grande        | Tolima Grande        | Tolima Grande        | Tolima Grande        | Tolima Grande        | Tolima Grande        | Tolima Grande        | Amazónicos           | Amazónicos           | Amazónicos           | Amazónicos           | Amazónicos           | Amazónicos           | Amazónicos           | Amazónicos           | Amazónicos           | Amazónicos           | Amazónicos           | Amazónicos           | Amazónicos           | Amazónicos           | Amazónicos           | Amazónicos           | Amazónicos           | Amazónicos           | Amazónicos           | Amazónicos           | Amazónicos           | Amazónicos           | Amazónicos           | Amazónicos           |
| Resultado Final      |                      |                      |                      |                      |                      |                      |                      |                      |                      |                      |                      |                      |                      |                      |                      |                      |                      |                      |                      |                      |                      |                      |                      |                      |                      |                      |                      |                      |                      |                      |                      |                      |                      |                      |                      |
| Amazónicos           | Amazónicos           | Amazónicos           | Amazónicos           | Amazónicos           | Amazónicos           | Amazónicos           | Amazónicos           | Costeños             | Costeños             | Costeños             | Costeños             | Costeños             | Costeños             | Costeños             | Costeños             | Tolima Grande        | Tolima Grande        | Tolima Grande        | Tolima Grande        | Tolima Grande        | Tolima Grande        | Tolima Grande        | Tolima Grande        | Amazónicos           | Amazónicos           | Amazónicos           | Amazónicos           | Amazónicos           | Amazónicos           | Amazónicos           | Amazónicos           | Amazónicos           | Amazónicos           | Amazónicos           | Amazónicos           |
| 2 puntos             | 2 puntos             | 2 puntos             | 2 puntos             | 2 puntos             | 2 puntos             | 2 puntos             | 2 puntos             | 0 puntos             | 0 puntos             | 0 puntos             | 0 puntos             | 0 puntos             | 0 puntos             | 0 puntos             | 0 puntos             | 0 puntos             | 0 puntos             | 0 puntos             | 0 puntos             | 0 puntos             | 0 puntos             | 0 puntos             | 0 puntos             | Amazónicos           | Amazónicos           | Amazónicos           | Amazónicos           | Amazónicos           | Amazónicos           | Amazónicos           | Amazónicos           | Amazónicos           | Amazónicos           | Amazónicos           | Amazónicos           |

### Desafío Herencia
Es una prueba realizada luego del Desafío a Muerte. En esta, se enfrentan dos grupos (el ganador del primer Desafío de Salvación, y el elegido por el equipo perdedor del Desafío a Muerte). El objetivo final de esta competencia es ganar el dinero que tiene en su poder la región que abandona el programa.
| Etapa 1 | Etapa 1       | Etapa 1       | Etapa 1       | Etapa 1       | Etapa 1       | Etapa 1       | Etapa 1        | Etapa 1        | Etapa 1        | Etapa 1        | Etapa 1        | Etapa 1        | Etapa 1        | Etapa 1        | Etapa 1        |
| Semana  | Participantes | Participantes | Participantes | Participantes | Participantes | Participantes | Participantes  | Participantes  | Participantes  | Participantes  | Participantes  | Participantes  | Ganadores      | Ganadores      | Ganadores      |
| ------- | ------------- | ------------- | ------------- | ------------- | ------------- | ------------- | -------------- | -------------- | -------------- | -------------- | -------------- | -------------- | -------------- | -------------- | -------------- |
| 2       | Pastusos      | Pastusos      | Pastusos      | Pastusos      | Pastusos      | Pastusos      | Antioqueños    | Antioqueños    | Antioqueños    | Antioqueños    | Antioqueños    | Antioqueños    | Antioqueños    | Antioqueños    | Antioqueños    |
| Etapa 2 |               |               |               |               |               |               |                |                |                |                |                |                |                |                |                |
| 4       | Costeños      | Costeños      | Costeños      | Costeños      | Costeños      | Costeños      | Santandereanos | Santandereanos | Santandereanos | Santandereanos | Santandereanos | Santandereanos | Santandereanos | Santandereanos | Santandereanos |
| Etapa 3 |               |               |               |               |               |               |                |                |                |                |                |                |                |                |                |
| 6       | Costeños      | Costeños      | Costeños      | Costeños      | Costeños      | Costeños      | Pastusos       | Pastusos       | Pastusos       | Pastusos       | Pastusos       | Pastusos       | Pastusos       | Pastusos       | Pastusos       |
| Etapa 4 |               |               |               |               |               |               |                |                |                |                |                |                |                |                |                |
| 8       | Amazónicos    | Amazónicos    | Amazónicos    | Amazónicos    | Tolima Grande | Tolima Grande | Tolima Grande  | Tolima Grande  | Costeños       | Costeños       | Costeños       | Costeños       | Amazónicos     | Amazónicos     | Amazónicos     |
| Etapa 5 |               |               |               |               |               |               |                |                |                |                |                |                |                |                |                |
| 10      | Amazónicos    | Amazónicos    | Amazónicos    | Amazónicos    | Amazónicos    | Amazónicos    | Costeños       | Costeños       | Costeños       | Costeños       | Costeños       | Costeños       | Amazónicos     | Amazónicos     | Amazónicos     |
| Etapa 6 |               |               |               |               |               |               |                |                |                |                |                |                |                |                |                |
| 11      | Amazónicos    | Amazónicos    | Amazónicos    | Amazónicos    | Amazónicos    | Amazónicos    | Cafeteros      | Cafeteros      | Cafeteros      | Cafeteros      | Cafeteros      | Cafeteros      | Cafeteros      | Cafeteros      | Cafeteros      |
| Etapa 7 |               |               |               |               |               |               |                |                |                |                |                |                |                |                |                |
| 12      | Costeños      | Costeños      | Costeños      | Costeños      | Costeños      | Costeños      | Amazónicos     | Amazónicos     | Amazónicos     | Amazónicos     | Amazónicos     | Amazónicos     | Amazónicos     | Amazónicos     | Amazónicos     |

### Desafío Millonario
Fue implementado a partir de la sexta etapa. Aquí, los participantes competirán de forma individual con el objetivo de obtener una suma considerable de dinero. Si la región a la que pertenece el ganador o ganadora queda eliminada, tendrá el beneficio de conservar este dinero.
| Etapa 6 | Etapa 6     | Etapa 6     | Etapa 6        | Etapa 6        | Etapa 6          | Etapa 6          | Etapa 6          | Etapa 6          | Etapa 6        | Etapa 6           | Etapa 6           | Etapa 6           | Etapa 6           | Etapa 6          |                |
| Semana  | Premio      | Premio      | Participantes  | Participantes  | Participantes    | Participantes    | Participantes    | Participantes    | Participantes  | Participantes     | Participantes     | Participantes     | Ganador(es)       | Ganador(es)      |                |
| ------- | ----------- | ----------- | -------------- | -------------- | ---------------- | ---------------- | ---------------- | ---------------- | -------------- | ----------------- | ----------------- | ----------------- | ----------------- | ---------------- | -------------- |
| 11      | USD$ 10 000 | USD$ 10 000 | Jichi Vargas   | Jichi Vargas   | Daniel Velásquez | Daniel Velásquez | Didier Sepúlveda | Didier Sepúlveda | Jerry Karth    | Jerry Karth       | Hernán Guzmán     | Hernán Guzmán     | Jichi Vargas      | Jichi Vargas     |                |
| 11      | USD$ 10 000 | USD$ 10 000 | Fee Wee Suárez | Fee Wee Suárez | Jota Moncada     | Jota Moncada     | Kevin Cárdenas   | Kevin Cárdenas   | Reikin Herrera | Reikin Herrera    | Robert López      | Robert López      | Jichi Vargas      | Jichi Vargas     |                |
| 11      | USD$ 10 000 | USD$ 10 000 | Liz Mendieta   | Liz Mendieta   | Camila Cartagena | Camila Cartagena | Fénix Rincón     | Fénix Rincón     | Lairén Bernier | Lairén Bernier    | Viviana Rodríguez | Viviana Rodríguez | Fénix Rincón      | Fénix Rincón     |                |
| 11      | USD$ 10 000 | USD$ 10 000 | Diana Gil      | Diana Gil      | Verónica Zuluaga | Verónica Zuluaga | Angie Lopera     | Angie Lopera     | Bry López      | Bry López         | Natalia Vargas    | Natalia Vargas    | Fénix Rincón      | Fénix Rincón     |                |
| Etapa 7 |             |             |                |                |                  |                  |                  |                  |                |                   |                   |                   |                   |                  |                |
| 12      | USD$ 15 000 | USD$ 15 000 | Liz Mendieta   | Liz Mendieta   | Liz Mendieta     | Fénix Rincón     | Fénix Rincón     | Lairén Bernier   | Lairén Bernier | Viviana Rodríguez | Viviana Rodríguez | Viviana Rodríguez | Natalia Vargas    | Natalia Vargas   |                |
| 12      | USD$ 15 000 | USD$ 15 000 | Diana Gil      | Diana Gil      | Diana Gil        | Angie Lopera     | Angie Lopera     | Bry López        | Bry López      | Natalia Vargas    | Natalia Vargas    | Natalia Vargas    | Natalia Vargas    | Natalia Vargas   |                |
| 12      | USD$ 15 000 | USD$ 15 000 | Jichi Vargas   | Jichi Vargas   | Jichi Vargas     | Didier Sepúlveda | Didier Sepúlveda | Jerry Karth      | Jerry Karth    | Hernán Guzmán     | Hernán Guzmán     | Hernán Guzmán     | Didier Sepúlveda  | Didier Sepúlveda |                |
| 12      | USD$ 15 000 | USD$ 15 000 | Fee Wee Suárez | Fee Wee Suárez | Fee Wee Suárez   | Kevin Cárdenas   | Kevin Cárdenas   | Reikin Herrera   | Reikin Herrera | Robert López      | Robert López      | Robert López      | Didier Sepúlveda  | Didier Sepúlveda |                |
| Etapa 8 |             |             |                |                |                  |                  |                  |                  |                |                   |                   |                   |                   |                  |                |
| 13      | USD$ 20 000 | USD$ 20 000 | Liz Mendieta   | Liz Mendieta   | Liz Mendieta     | Liz Mendieta     | Lairén Bernier   | Lairén Bernier   | Lairén Bernier | Viviana Rodríguez | Viviana Rodríguez | Viviana Rodríguez | Viviana Rodríguez | Natalia Vargas   | Natalia Vargas |
| 13      | USD$ 20 000 | USD$ 20 000 | Diana Gil      | Diana Gil      | Diana Gil        | Diana Gil        | Bry López        | Bry López        | Bry López      | Natalia Vargas    | Natalia Vargas    | Natalia Vargas    | Natalia Vargas    | Natalia Vargas   | Natalia Vargas |
| 13      | USD$ 20 000 | USD$ 20 000 | Jichi Vargas   | Jichi Vargas   | Jichi Vargas     | Jichi Vargas     | Jerry Karth      | Jerry Karth      | Jerry Karth    | Hernán Guzmán     | Hernán Guzmán     | Hernán Guzmán     | Hernán Guzmán     | Fee Wee Suárez   | Fee Wee Suárez |
| 13      | USD$ 20 000 | USD$ 20 000 | Fee Wee Suárez | Fee Wee Suárez | Fee Wee Suárez   | Fee Wee Suárez   | Reikin Herrera   | Reikin Herrera   | Reikin Herrera | Robert López      | Robert López      | Robert López      | Robert López      | Fee Wee Suárez   | Fee Wee Suárez |

## Eliminación

### Desafío a Muerte
Es realizado al final de la etapa. En esta prueba, se enfrentan los equipos perdedores de todos los Desafíos de Salvación realizados hasta el momento. El equipo ganador asegura un ciclo más de competencias, mientras que el perdedor queda definitivamente eliminado del programa.
| Semana  | Sentenciados | Sentenciados | Sentenciados | Sentenciados | Sentenciados   | Sentenciados   | Sentenciados   | Sentenciados   | Eliminados     | Eliminados     | Eliminados     |               |
| Etapa 1 | Etapa 1      | Etapa 1      | Etapa 1      | Etapa 1      | Etapa 1        | Etapa 1        | Etapa 1        | Etapa 1        | Etapa 1        | Etapa 1        | Etapa 1        |               |
| ------- | ------------ | ------------ | ------------ | ------------ | -------------- | -------------- | -------------- | -------------- | -------------- | -------------- | -------------- | ------------- |
| 2       | Cachacos     | Cachacos     | Cachacos     | Cachacos     | Antioqueños    | Antioqueños    | Antioqueños    | Antioqueños    | Cachacos       | Cachacos       | Cachacos       |               |
| Etapa 2 |              |              |              |              |                |                |                |                |                |                |                |               |
| 4       | Llaneros     | Llaneros     | Llaneros     | Llaneros     | Pastusos       | Pastusos       | Pastusos       | Pastusos       | Llaneros       | Llaneros       | Llaneros       |               |
| Etapa 3 |              |              |              |              |                |                |                |                |                |                |                |               |
| 6       | Pastusos     | Pastusos     | Pastusos     | Pastusos     | Santandereanos | Santandereanos | Santandereanos | Santandereanos | Santandereanos | Santandereanos | Santandereanos |               |
| Etapa 4 |              |              |              |              |                |                |                |                |                |                |                |               |
| 8       | Costeños     | Costeños     | Costeños     | Costeños     | Pastusos       | Pastusos       | Pastusos       | Pastusos       | Pastusos       | Pastusos       | Pastusos       |               |
| Etapa 5 |              |              |              |              |                |                |                |                |                |                |                |               |
| 10      | Cafeteros    | Cafeteros    | Cafeteros    | Cafeteros    | Vallecaucanos  | Vallecaucanos  | Vallecaucanos  | Vallecaucanos  | Vallecaucanos  | Vallecaucanos  | Vallecaucanos  |               |
| Etapa 6 |              |              |              |              |                |                |                |                |                |                |                |               |
| 11      | Antioqueños  | Antioqueños  | Antioqueños  | Antioqueños  | Costeños       | Costeños       | Costeños       | Costeños       | Antioqueños    | Antioqueños    | Antioqueños    | Antioqueños   |
| Etapa 7 |              |              |              |              |                |                |                |                |                |                |                |               |
| 12      | Cafeteros    | Cafeteros    | Cafeteros    | Cafeteros    | Amazónicos     | Amazónicos     | Amazónicos     | Amazónicos     | Cafeteros      | Cafeteros      | Cafeteros      | Cafeteros     |
| Etapa 8 |              |              |              |              |                |                |                |                |                |                |                |               |
| 13      | Costeños     | Costeños     | Costeños     | Costeños     | Tolima Grande  | Tolima Grande  | Tolima Grande  | Tolima Grande  | Tolima Grande  | Tolima Grande  | Tolima Grande  | Tolima Grande |

## Final
La gran final se llevó a cabo el 23 de septiembre de 2019 en Bogotá, Colombia, donde los 2 equipos finalistas se enfrentaron a 3 pruebas. La primera otorgaba 2 puntos, la segunda otorgaba 1 punto y la tercera otorgaba 4 puntos. El equipo que acumulara más puntos se coronaría como ganador y obtendría un premio de USD$ 261 220 (aproximadamente COL$ 900 000 000).
| Regiones Finalistas | Puntaje  | Región Ganadora |
| ------------------- | -------- | --------------- |
| Amazónicos          | 3 puntos | Costeños        |
| Costeños            | 4 puntos | Costeños        |

## Eximiciones o retiros
| Amazónicos | Amazónicos | Amazónicos | Antioqueños | Antioqueños | Antioqueños | Cachacos    | Cachacos    | Cachacos    | Cafeteros   | Cafeteros   | Cafeteros   | Costeños    | Costeños  | Costeños  | Llaneros  | Llaneros  | Llaneros  | Pastusos  | Pastusos | Pastusos       | Santandereanos | Santandereanos | Santandereanos | Tolima Grande | Tolima Grande | Tolima Grande | Vallecaucanos | Vallecaucanos | Vallecaucanos |               |               |               |
| 1          |            |            |             |             |             |             |             |             |             |             |             |             |           |           |           |           |           |           |          |                |                |                |                |               |               |               |               |               |               |               |               |               |
| 2          |            |            |             |             |             |             |             |             |             |             |             |             |           |           |           |           |           |           |          |                |                |                |                |               |               |               |               |               |               |               |               |               |
| Etapa 2    |            |            |             |             |             |             |             |             |             |             |             |             |           |           |           |           |           |           |          |                |                |                |                |               |               |               |               |               |               |               |               |               |
| Semana     | Equipos    | Equipos    | Equipos     | Equipos     | Equipos     | Equipos     | Equipos     | Equipos     | Equipos     | Equipos     | Equipos     | Equipos     | Equipos   | Equipos   | Equipos   | Equipos   | Equipos   | Equipos   | Equipos  | Equipos        | Equipos        | Equipos        | Equipos        | Equipos       | Equipos       | Equipos       | Equipos       | Equipos       | Equipos       | Equipos       |               |               |
| Semana     | Amazónicos | Amazónicos | Amazónicos  | Amazónicos  | Antioqueños | Antioqueños | Antioqueños | Cafeteros   | Cafeteros   | Cafeteros   | Costeños    | Costeños    | Costeños  | Llaneros  | Llaneros  | Llaneros  | Llaneros  | Pastusos  | Pastusos | Pastusos       | Santandereanos | Santandereanos | Santandereanos | Tolima Grande | Tolima Grande | Tolima Grande | Vallecaucanos | Vallecaucanos | Vallecaucanos | Vallecaucanos |               |               |
| 3          |            |            |             |             |             |             |             |             |             |             |             |             |           |           |           |           |           |           |          |                |                |                |                |               |               |               |               |               |               |               |               |               |
| 4          |            |            |             |             |             |             |             |             |             |             |             |             |           |           |           |           |           |           |          |                |                |                |                |               |               |               |               |               |               |               |               |               |
| Etapa 3    |            |            |             |             |             |             |             |             |             |             |             |             |           |           |           |           |           |           |          |                |                |                |                |               |               |               |               |               |               |               |               |               |
| Semana     | Equipos    | Equipos    | Equipos     | Equipos     | Equipos     | Equipos     | Equipos     | Equipos     | Equipos     | Equipos     | Equipos     | Equipos     | Equipos   | Equipos   | Equipos   | Equipos   | Equipos   | Equipos   | Equipos  | Equipos        | Equipos        | Equipos        | Equipos        | Equipos       | Equipos       | Equipos       | Equipos       | Equipos       | Equipos       | Equipos       |               |               |
| Semana     | Amazónicos | Amazónicos | Amazónicos  | Amazónicos  | Amazónicos  | Antioqueños | Antioqueños | Antioqueños | Cafeteros   | Cafeteros   | Cafeteros   | Costeños    | Costeños  | Costeños  | Pastusos  | Pastusos  | Pastusos  | Pastusos  | Pastusos | Santandereanos | Santandereanos | Santandereanos | Tolima Grande  | Tolima Grande | Tolima Grande | Vallecaucanos | Vallecaucanos | Vallecaucanos | Vallecaucanos | Vallecaucanos |               |               |
| 5          |            |            |             |             |             |             |             |             |             |             |             |             |           |           |           |           |           |           |          |                |                |                |                |               |               |               |               |               |               |               |               |               |
| 6          |            |            |             |             |             |             |             |             |             |             |             |             |           |           |           |           |           |           |          | Yei            | Yei            | Yei            |                |               |               |               |               |               |               |               |               |               |
| Etapa 4    |            |            |             |             |             |             |             |             |             |             |             |             |           |           |           |           |           |           |          |                |                |                |                |               |               |               |               |               |               |               |               |               |
| Semana     | Equipos    | Equipos    | Equipos     | Equipos     | Equipos     | Equipos     | Equipos     | Equipos     | Equipos     | Equipos     | Equipos     | Equipos     | Equipos   | Equipos   | Equipos   | Equipos   | Equipos   | Equipos   | Equipos  | Equipos        | Equipos        | Equipos        | Equipos        | Equipos       | Equipos       | Equipos       | Equipos       | Equipos       | Equipos       | Equipos       |               |               |
| Semana     | Amazónicos | Amazónicos | Amazónicos  | Amazónicos  | Amazónicos  | Amazónicos  | Antioqueños | Antioqueños | Antioqueños | Cafeteros   | Cafeteros   | Cafeteros   | Cafeteros | Costeños  | Costeños  | Costeños  | Costeños  | Costeños  | Pastusos | Pastusos       | Pastusos       | Pastusos       | Tolima Grande  | Tolima Grande | Tolima Grande | Vallecaucanos | Vallecaucanos | Vallecaucanos | Vallecaucanos | Vallecaucanos | Vallecaucanos | Vallecaucanos |
| 7          |            |            |             |             |             |             |             |             |             |             |             |             |           |           |           |           |           |           |          |                |                |                |                |               |               |               |               |               |               |               |               |               |
| 8          |            |            |             |             |             |             |             |             |             |             |             |             |           |           |           |           |           |           |          |                |                |                |                |               |               |               |               |               |               |               |               |               |
| Etapa 5    |            |            |             |             |             |             |             |             |             |             |             |             |           |           |           |           |           |           |          |                |                |                |                |               |               |               |               |               |               |               |               |               |
| Semana     | Equipos    | Equipos    | Equipos     | Equipos     | Equipos     | Equipos     | Equipos     | Equipos     | Equipos     | Equipos     | Equipos     | Equipos     | Equipos   | Equipos   | Equipos   | Equipos   | Equipos   | Equipos   | Equipos  | Equipos        | Equipos        | Equipos        | Equipos        | Equipos       | Equipos       | Equipos       | Equipos       | Equipos       | Equipos       | Equipos       |               |               |
| Semana     | Amazónicos | Amazónicos | Amazónicos  | Amazónicos  | Amazónicos  | Antioqueños | Antioqueños | Antioqueños | Antioqueños | Antioqueños | Cafeteros   | Cafeteros   | Cafeteros | Cafeteros | Cafeteros | Costeños  | Costeños  | Costeños  | Costeños | Costeños       | Tolima Grande  | Tolima Grande  | Tolima Grande  | Tolima Grande | Tolima Grande | Vallecaucanos | Vallecaucanos | Vallecaucanos | Vallecaucanos | Vallecaucanos |               |               |
| 9          |            |            |             |             |             |             |             |             |             |             |             |             |           |           |           |           |           |           |          |                |                |                |                |               |               |               |               |               |               |               |               |               |
| 10         |            |            |             |             |             |             |             |             |             |             |             |             |           |           |           |           |           |           |          |                |                |                |                |               |               |               |               |               |               |               |               |               |
| Etapa 6    |            |            |             |             |             |             |             |             |             |             |             |             |           |           |           |           |           |           |          |                |                |                |                |               |               |               |               |               |               |               |               |               |
| Semana     | Equipos    | Equipos    | Equipos     | Equipos     | Equipos     | Equipos     | Equipos     | Equipos     | Equipos     | Equipos     | Equipos     | Equipos     | Equipos   | Equipos   | Equipos   | Equipos   | Equipos   | Equipos   | Equipos  | Equipos        | Equipos        | Equipos        | Equipos        | Equipos       | Equipos       | Equipos       | Equipos       | Equipos       | Equipos       | Equipos       |               |               |
| Semana     | Amazónicos | Amazónicos | Amazónicos  | Amazónicos  | Amazónicos  | Amazónicos  | Antioqueños | Antioqueños | Antioqueños | Antioqueños | Antioqueños | Antioqueños | Cafeteros | Cafeteros | Cafeteros | Cafeteros | Cafeteros | Cafeteros | Costeños | Costeños       | Costeños       | Costeños       | Costeños       | Costeños      | Tolima Grande | Tolima Grande | Tolima Grande | Tolima Grande | Tolima Grande | Tolima Grande |               |               |
| 11         |            |            |             |             |             |             |             |             |             |             |             |             |           |           |           |           |           |           |          |                |                |                |                |               |               |               |               |               |               |               |               |               |
| Etapa 7    |            |            |             |             |             |             |             |             |             |             |             |             |           |           |           |           |           |           |          |                |                |                |                |               |               |               |               |               |               |               |               |               |
| Semana     | Equipos    | Equipos    | Equipos     | Equipos     | Equipos     | Equipos     | Equipos     | Equipos     | Equipos     | Equipos     | Equipos     | Equipos     | Equipos   | Equipos   | Equipos   | Equipos   | Equipos   | Equipos   | Equipos  | Equipos        | Equipos        | Equipos        | Equipos        | Equipos       | Equipos       | Equipos       | Equipos       | Equipos       | Equipos       | Equipos       |               |               |
| Semana     | Amazónicos | Amazónicos | Amazónicos  | Amazónicos  | Amazónicos  | Amazónicos  | Amazónicos  | Amazónicos  | Cafeteros   | Cafeteros   | Cafeteros   | Cafeteros   | Cafeteros | Cafeteros | Cafeteros | Costeños  | Costeños  | Costeños  | Costeños | Costeños       | Costeños       | Costeños       | Tolima Grande  | Tolima Grande | Tolima Grande | Tolima Grande | Tolima Grande | Tolima Grande | Tolima Grande | Tolima Grande |               |               |
| 12         |            |            |             |             |             |             |             |             |             |             |             |             |           |           |           |           |           |           |          |                |                |                |                |               |               |               |               |               |               |               |               |               |
| Etapa 8    |            |            |             |             |             |             |             |             |             |             |             |             |           |           |           |           |           |           |          |                |                |                |                |               |               |               |               |               |               |               |               |               |
| Semana     | Equipos    | Equipos    | Equipos     | Equipos     | Equipos     | Equipos     | Equipos     | Equipos     | Equipos     | Equipos     | Equipos     | Equipos     | Equipos   | Equipos   | Equipos   | Equipos   | Equipos   | Equipos   | Equipos  | Equipos        | Equipos        | Equipos        | Equipos        | Equipos       | Equipos       | Equipos       | Equipos       | Equipos       | Equipos       | Equipos       |               |               |
| Semana     | Amazónicos | Amazónicos | Amazónicos  | Amazónicos  | Amazónicos  | Amazónicos  | Amazónicos  | Amazónicos  | Amazónicos  | Amazónicos  | Costeños    | Costeños    | Costeños  | Costeños  | Costeños  | Costeños  | Costeños  | Costeños  | Costeños | Costeños       | Tolima Grande  | Tolima Grande  | Tolima Grande  | Tolima Grande | Tolima Grande | Tolima Grande | Tolima Grande | Tolima Grande | Tolima Grande | Tolima Grande |               |               |
| 13         |            |            |             |             |             |             |             |             |             |             |             |             |           |           |           |           |           |           |          |                |                |                |                |               |               |               |               |               |               |               |               |               |

| Amazónicos | Amazónicos | Amazónicos | Antioqueños | Antioqueños | Antioqueños | Cachacos    | Cachacos    | Cachacos    | Cafeteros   | Cafeteros   | Cafeteros   | Costeños    | Costeños    | Costeños  | Llaneros  | Llaneros  | Llaneros  | Pastusos  | Pastusos  | Pastusos | Santandereanos | Santandereanos | Santandereanos | Tolima Grande  | Tolima Grande | Tolima Grande | Vallecaucanos | Vallecaucanos | Vallecaucanos |               |               |               |               |
| 1          | I          |            |             |             |             |             |             |             |             |             |             |             |             |           |           |           | Santiago  | Santiago  | Santiago  |          |                |                |                |                |               |               |               |               |               |               |               |               |               |
| 1          | II         |            |             |             |             |             |             |             |             |             |             |             |             |           |           |           |           |           |           |          |                |                |                |                |               |               |               |               |               |               |               |               |               |
| 1          | III        |            |             |             |             |             |             |             |             |             |             |             |             |           |           |           |           |           |           |          |                |                |                |                |               |               |               |               |               |               |               |               |               |
| 1          | IV         |            |             |             |             |             |             | Tabo        | Tabo        | Tabo        |             |             |             |           |           |           |           |           |           |          |                |                |                |                |               |               |               |               |               |               |               |               |               |
| 2          | V          |            |             |             |             |             |             |             |             |             |             |             |             |           |           |           |           |           |           |          |                |                |                |                |               |               |               |               |               |               |               |               |               |
| 2          | VI         |            |             |             |             |             |             |             |             |             |             |             |             |           |           |           |           |           |           |          |                |                |                |                |               |               |               |               |               |               |               |               |               |
| 2          | VII        |            |             |             |             |             |             |             |             |             |             |             |             |           |           |           |           |           |           |          |                |                |                |                |               |               |               |               |               |               |               |               |               |
| 2          | VIII       |            |             |             |             |             |             |             |             |             |             |             |             |           |           |           |           |           |           |          |                |                |                |                |               |               |               |               |               |               |               |               |               |
| Etapa 2    |            |            |             |             |             |             |             |             |             |             |             |             |             |           |           |           |           |           |           |          |                |                |                |                |               |               |               |               |               |               |               |               |               |
| Semana     | Num.       | Equipos    | Equipos     | Equipos     | Equipos     | Equipos     | Equipos     | Equipos     | Equipos     | Equipos     | Equipos     | Equipos     | Equipos     | Equipos   | Equipos   | Equipos   | Equipos   | Equipos   | Equipos   | Equipos  | Equipos        | Equipos        | Equipos        | Equipos        | Equipos       | Equipos       | Equipos       | Equipos       | Equipos       | Equipos       | Equipos       |               |               |
| Semana     | Num.       | Amazónicos | Amazónicos  | Amazónicos  | Amazónicos  | Antioqueños | Antioqueños | Antioqueños | Cafeteros   | Cafeteros   | Cafeteros   | Costeños    | Costeños    | Costeños  | Llaneros  | Llaneros  | Llaneros  | Llaneros  | Pastusos  | Pastusos | Pastusos       | Santandereanos | Santandereanos | Santandereanos | Tolima Grande | Tolima Grande | Tolima Grande | Vallecaucanos | Vallecaucanos | Vallecaucanos | Vallecaucanos |               |               |
| 3          | I          |            |             |             |             |             |             |             |             |             |             |             |             |           |           |           |           |           |           |          |                |                |                |                |               |               |               |               |               |               |               |               |               |
| 3          | II         |            |             |             |             |             |             |             |             |             |             |             |             |           |           |           |           |           |           |          |                |                |                |                |               |               |               |               |               |               |               |               |               |
| 3          | III        |            |             |             |             |             |             |             |             |             |             |             |             |           |           |           |           |           |           |          |                |                |                |                |               |               |               |               |               |               |               |               |               |
| 3          | IV         |            |             |             |             |             |             |             |             |             |             |             |             |           |           |           |           |           |           |          |                |                |                |                |               |               |               |               |               |               |               |               |               |
| 4          | V          |            |             |             |             |             |             |             |             |             |             |             |             |           |           |           |           |           |           |          |                |                |                |                |               |               |               | Ninja         | Ninja         | Ninja         |               |               |               |
| 4          | VI         |            |             |             |             |             |             |             |             |             |             |             |             |           |           |           |           |           |           |          |                |                |                |                |               |               |               |               |               |               |               |               |               |
| 4          | VII        |            |             |             |             |             |             |             |             |             |             |             |             |           |           |           |           |           |           |          |                |                |                |                |               |               |               |               |               |               |               |               |               |
| Etapa 3    |            |            |             |             |             |             |             |             |             |             |             |             |             |           |           |           |           |           |           |          |                |                |                |                |               |               |               |               |               |               |               |               |               |
| Semana     | Num.       | Equipos    | Equipos     | Equipos     | Equipos     | Equipos     | Equipos     | Equipos     | Equipos     | Equipos     | Equipos     | Equipos     | Equipos     | Equipos   | Equipos   | Equipos   | Equipos   | Equipos   | Equipos   | Equipos  | Equipos        | Equipos        | Equipos        | Equipos        | Equipos       | Equipos       | Equipos       | Equipos       | Equipos       | Equipos       | Equipos       |               |               |
| Semana     | Num.       | Amazónicos | Amazónicos  | Amazónicos  | Amazónicos  | Amazónicos  | Antioqueños | Antioqueños | Antioqueños | Cafeteros   | Cafeteros   | Cafeteros   | Costeños    | Costeños  | Costeños  | Pastusos  | Pastusos  | Pastusos  | Pastusos  | Pastusos | Santandereanos | Santandereanos | Santandereanos | Tolima Grande  | Tolima Grande | Tolima Grande | Vallecaucanos | Vallecaucanos | Vallecaucanos | Vallecaucanos | Vallecaucanos |               |               |
| 5          | I          |            |             |             |             |             |             |             |             |             |             |             |             |           |           |           |           |           |           |          |                |                |                |                |               |               |               |               |               |               |               |               |               |
| 5          | II         |            |             |             |             |             |             |             |             |             |             |             |             |           |           |           |           |           |           |          |                |                |                |                |               |               |               |               |               |               |               |               |               |
| 5          | III        |            |             |             |             |             |             |             |             |             |             |             |             |           |           |           |           |           |           |          | Yei            | Yei            | Yei            |                |               |               |               |               |               |               |               |               |               |
| 6          | IV         |            |             |             |             |             |             |             |             |             |             |             |             |           |           | Karla     | Karla     | Karla     | Karla     | Karla    |                |                |                |                |               |               |               |               |               |               |               |               |               |
| 6          | V          |            |             |             |             |             |             |             |             |             |             |             |             |           |           |           |           |           |           |          |                |                |                |                |               |               |               |               |               |               |               |               |               |
| 6          | VI         |            |             |             |             |             |             |             |             |             |             |             |             |           |           |           |           |           |           |          |                |                |                |                |               |               |               |               |               |               |               |               |               |
| Etapa 4    |            |            |             |             |             |             |             |             |             |             |             |             |             |           |           |           |           |           |           |          |                |                |                |                |               |               |               |               |               |               |               |               |               |
| Semana     | Num.       | Equipos    | Equipos     | Equipos     | Equipos     | Equipos     | Equipos     | Equipos     | Equipos     | Equipos     | Equipos     | Equipos     | Equipos     | Equipos   | Equipos   | Equipos   | Equipos   | Equipos   | Equipos   | Equipos  | Equipos        | Equipos        | Equipos        | Equipos        | Equipos       | Equipos       | Equipos       | Equipos       | Equipos       | Equipos       | Equipos       |               |               |
| Semana     | Num.       | Amazónicos | Amazónicos  | Amazónicos  | Amazónicos  | Amazónicos  | Amazónicos  | Antioqueños | Antioqueños | Antioqueños | Cafeteros   | Cafeteros   | Cafeteros   | Cafeteros | Costeños  | Costeños  | Costeños  | Costeños  | Costeños  | Pastusos | Pastusos       | Pastusos       | Pastusos       | Tolima Grande  | Tolima Grande | Tolima Grande | Vallecaucanos | Vallecaucanos | Vallecaucanos | Vallecaucanos | Vallecaucanos | Vallecaucanos | Vallecaucanos |
| 7          | I          |            |             |             |             |             |             |             |             |             |             |             |             |           |           |           |           |           |           |          |                |                |                |                |               |               |               |               |               |               |               |               |               |
| 7          | II         |            |             |             |             |             |             |             |             |             |             |             |             |           |           |           |           |           |           |          |                |                |                |                |               |               |               |               |               |               |               |               |               |
| 7          | III        |            |             |             |             |             |             |             |             |             |             |             |             |           |           |           |           |           |           |          |                |                |                |                |               |               |               |               |               |               |               |               |               |
| 8          | IV         |            |             |             |             |             |             |             |             |             |             |             |             |           |           |           |           |           |           |          |                |                |                |                |               |               |               |               |               |               |               |               |               |
| 8          | V          |            |             |             |             |             |             |             |             |             |             |             |             |           |           |           |           |           |           |          |                |                |                |                |               |               |               |               |               |               |               |               |               |
| Etapa 5    |            |            |             |             |             |             |             |             |             |             |             |             |             |           |           |           |           |           |           |          |                |                |                |                |               |               |               |               |               |               |               |               |               |
| Semana     | Num.       | Equipos    | Equipos     | Equipos     | Equipos     | Equipos     | Equipos     | Equipos     | Equipos     | Equipos     | Equipos     | Equipos     | Equipos     | Equipos   | Equipos   | Equipos   | Equipos   | Equipos   | Equipos   | Equipos  | Equipos        | Equipos        | Equipos        | Equipos        | Equipos       | Equipos       | Equipos       | Equipos       | Equipos       | Equipos       | Equipos       |               |               |
| Semana     | Num.       | Amazónicos | Amazónicos  | Amazónicos  | Amazónicos  | Amazónicos  | Antioqueños | Antioqueños | Antioqueños | Antioqueños | Antioqueños | Cafeteros   | Cafeteros   | Cafeteros | Cafeteros | Cafeteros | Costeños  | Costeños  | Costeños  | Costeños | Costeños       | Tolima Grande  | Tolima Grande  | Tolima Grande  | Tolima Grande | Tolima Grande | Vallecaucanos | Vallecaucanos | Vallecaucanos | Vallecaucanos | Vallecaucanos |               |               |
| 9          | I          | Diana      | Diana       | Diana       | Diana       | Diana       | Camila      | Camila      | Camila      | Camila      | Camila      | Fénix       | Fénix       | Fénix     | Fénix     | Fénix     | Bry       | Bry       | Bry       | Bry      | Bry            | Naty           | Naty           | Naty           | Naty          | Naty          | Yenny         | Yenny         | Yenny         | Yenny         | Yenny         |               |               |
| 9          | II         |            |             |             |             |             | Vero        | Vero        | Vero        | Vero        | Vero        | Angie       | Angie       | Angie     | Angie     | Angie     | Lairen    | Lairen    | Lairen    | Lairen   | Lairen         | Viviana        | Viviana        | Viviana        | Viviana       | Viviana       | Yenny         | Yenny         | Yenny         | Yenny         | Yenny         |               |               |
| 10         | III        |            |             |             |             |             |             |             |             |             |             |             |             |           |           |           |           |           |           |          |                |                |                |                |               |               |               |               |               |               |               |               |               |
| 10         | IV         |            |             |             |             |             |             |             |             |             |             |             |             |           |           |           |           |           |           |          |                |                |                |                |               |               |               |               |               |               |               |               |               |
| Etapa 6    |            |            |             |             |             |             |             |             |             |             |             |             |             |           |           |           |           |           |           |          |                |                |                |                |               |               |               |               |               |               |               |               |               |
| Semana     | Num.       | Equipos    | Equipos     | Equipos     | Equipos     | Equipos     | Equipos     | Equipos     | Equipos     | Equipos     | Equipos     | Equipos     | Equipos     | Equipos   | Equipos   | Equipos   | Equipos   | Equipos   | Equipos   | Equipos  | Equipos        | Equipos        | Equipos        | Equipos        | Equipos       | Equipos       | Equipos       | Equipos       | Equipos       | Equipos       | Equipos       |               |               |
| Semana     | Num.       | Amazónicos | Amazónicos  | Amazónicos  | Amazónicos  | Amazónicos  | Amazónicos  | Antioqueños | Antioqueños | Antioqueños | Antioqueños | Antioqueños | Antioqueños | Cafeteros | Cafeteros | Cafeteros | Cafeteros | Cafeteros | Cafeteros | Costeños | Costeños       | Costeños       | Costeños       | Costeños       | Costeños      | Tolima Grande | Tolima Grande | Tolima Grande | Tolima Grande | Tolima Grande | Tolima Grande |               |               |
| 11         | I          |            |             |             |             |             |             |             |             |             |             |             |             |           |           |           |           |           |           |          |                |                |                |                |               |               |               |               |               |               |               |               |               |
| 11         | II         |            |             |             |             |             |             |             |             |             |             |             |             |           |           |           |           |           |           |          |                |                |                |                |               |               |               |               |               |               |               |               |               |
| 11         | III        |            |             |             |             |             |             |             |             |             |             |             |             |           |           |           |           |           |           |          |                |                |                |                |               |               |               |               |               |               |               |               |               |
| Etapa 7    |            |            |             |             |             |             |             |             |             |             |             |             |             |           |           |           |           |           |           |          |                |                |                |                |               |               |               |               |               |               |               |               |               |
| Semana     | Num.       | Equipos    | Equipos     | Equipos     | Equipos     | Equipos     | Equipos     | Equipos     | Equipos     | Equipos     | Equipos     | Equipos     | Equipos     | Equipos   | Equipos   | Equipos   | Equipos   | Equipos   | Equipos   | Equipos  | Equipos        | Equipos        | Equipos        | Equipos        | Equipos       | Equipos       | Equipos       | Equipos       | Equipos       | Equipos       | Equipos       |               |               |
| Semana     | Num.       | Amazónicos | Amazónicos  | Amazónicos  | Amazónicos  | Amazónicos  | Amazónicos  | Amazónicos  | Amazónicos  | Cafeteros   | Cafeteros   | Cafeteros   | Cafeteros   | Cafeteros | Cafeteros | Cafeteros | Costeños  | Costeños  | Costeños  | Costeños | Costeños       | Costeños       | Costeños       | Tolima Grande  | Tolima Grande | Tolima Grande | Tolima Grande | Tolima Grande | Tolima Grande | Tolima Grande | Tolima Grande |               |               |
| 12         | I          |            |             |             |             |             |             |             |             |             |             |             |             |           |           |           |           |           |           |          |                |                |                |                |               |               |               |               |               |               |               |               |               |
| 12         | II         |            |             |             |             |             |             |             |             |             |             |             |             |           |           |           |           |           |           |          |                |                |                |                |               |               |               |               |               |               |               |               |               |

| Desafío Final | Desafío Final | Desafío Final | Desafío Final | Desafío Final | Desafío Final | Desafío Final | Desafío Final | Desafío Final | Desafío Final | Desafío Final | Desafío Final | Desafío Final | Desafío Final | Desafío Final | Desafío Final | Desafío Final | Desafío Final | Desafío Final | Desafío Final | Desafío Final | Desafío Final | Desafío Final | Desafío Final | Desafío Final | Desafío Final | Desafío Final | Desafío Final | Desafío Final | Desafío Final | Desafío Final |               |
| Etapa 8       | Etapa 8       | Etapa 8       | Etapa 8       | Etapa 8       | Etapa 8       | Etapa 8       | Etapa 8       | Etapa 8       | Etapa 8       | Etapa 8       | Etapa 8       | Etapa 8       | Etapa 8       | Etapa 8       | Etapa 8       | Etapa 8       | Etapa 8       | Etapa 8       | Etapa 8       | Etapa 8       | Etapa 8       | Etapa 8       | Etapa 8       | Etapa 8       | Etapa 8       | Etapa 8       | Etapa 8       | Etapa 8       | Etapa 8       | Etapa 8       |               |
| Semana        | Num.          | Equipos       | Equipos       | Equipos       | Equipos       | Equipos       | Equipos       | Equipos       | Equipos       | Equipos       | Equipos       | Equipos       | Equipos       | Equipos       | Equipos       | Equipos       | Equipos       | Equipos       | Equipos       | Equipos       | Equipos       | Equipos       | Equipos       | Equipos       | Equipos       | Equipos       | Equipos       | Equipos       | Equipos       | Equipos       | Equipos       |
| ------------- | ------------- | ------------- | ------------- | ------------- | ------------- | ------------- | ------------- | ------------- | ------------- | ------------- | ------------- | ------------- | ------------- | ------------- | ------------- | ------------- | ------------- | ------------- | ------------- | ------------- | ------------- | ------------- | ------------- | ------------- | ------------- | ------------- | ------------- | ------------- | ------------- | ------------- | ------------- |
| Semana        | Num.          | Amazónicos    | Amazónicos    | Amazónicos    | Amazónicos    | Amazónicos    | Amazónicos    | Amazónicos    | Amazónicos    | Amazónicos    | Amazónicos    | Costeños      | Costeños      | Costeños      | Costeños      | Costeños      | Costeños      | Costeños      | Costeños      | Costeños      | Costeños      | Tolima Grande | Tolima Grande | Tolima Grande | Tolima Grande | Tolima Grande | Tolima Grande | Tolima Grande | Tolima Grande | Tolima Grande | Tolima Grande |
| 13            | I             |               |               |               |               |               |               |               |               |               |               |               |               |               |               |               |               |               |               |               |               |               |               |               |               |               |               |               |               |               |               |
| 13            | II            |               |               |               |               |               |               |               |               |               |               |               |               |               |               |               |               |               |               |               |               |               |               |               |               |               |               |               |               |               |               |
| 13            | III           |               |               |               |               |               |               |               |               |               |               |               |               |               |               |               |               |               |               |               |               |               |               |               |               |               |               |               |               |               |               |

Leyenda
     El equipo no compite debido a que ya ha ganado los brazaletes de salvación.
     No compite por accidente o enfermedad.
     El equipo no compite por romper las reglas del juego.
     El equipo o participante no compite porque fue bloqueado por el ganador del Desafío de Capitanes.
     El equipo no compite en este Desafío Final.
Notas
1. ↑   Santiago había sido retirado de la competencia previamente por lesión, por esto, los llaneros jugaron con 3 participantes solamente hasta que llegara su reemplazo.
2. ↑   Tabo no pudo competir debido a una lesión, por lo tanto el equipo de los cachacos compitió con sólo 3 jugadores.
3. ↑   Ninja no pudo competir debido a una lesión, por lo tanto el equipo de los vallecaucanos compitió con sólo 3 desafiantes, hasta que llegara su refuerzo.
4. ↑   Yei debió ser retirado durante la competencia al sufrir un accidente, de modo que los santandereanos tuvieron que seguir jugando con 3 participantes.
5. ↑   Karla, por recomendación médica no pudo competir, así que el equipo los pastusos participó con sólo 3 concursantes.

## Audiencia
| Registro del Índice de audiencia | Registro del Índice de audiencia | Registro del Índice de audiencia | Registro del Índice de audiencia |
| Fecha                            | Descripción                      | Rating Personas                  | Posición                         |
| -------------------------------- | -------------------------------- | -------------------------------- | -------------------------------- |
| 20/05/2019                       | Desafío Territorial              | 12.6                             | Primero                          |
| 21/05/2019                       | Desafío de Capitanes             | 11.2                             | Cuarto                           |
| 22/05/2019                       | Desafío de Salvación I           | 11.1                             | Cuarto                           |
| 23/05/2019                       | Desafío de Salvación II          | 10.9                             | Cuarto                           |
| 24/05/2019                       | Desafío de Salvación III         | 10.4                             | Tercero                          |
| 27/05/2019                       | Desafío de Salvación IV          | 10.7                             | Cuarto                           |
| 28/05/2019                       | Desafío Territorial              | 10.2                             | Segundo                          |
| 29/05/2019                       | Desafío de Capitanas             | 10.7                             | Segundo                          |
| 30/05/2019                       | Desafío de Salvación V           | 10.3                             | Tercero                          |
| 31/05/2019                       | Desafío de Salvación VI          | 10.1                             | Tercero                          |
| 04/06/2019                       | Desafío de Salvación VII         | 9.2                              | Cuarto                           |
| 05/06/2019                       | Desafío de Salvación VIII        | 10.3                             | Tercero                          |
| 06/06/2019                       | Desafío a Muerte                 | 11.9                             | Segundo                          |
| 07/06/2019                       | Desafío Herencia                 | 10.6                             | Segundo                          |
| 10/06/2019                       | Desafío Territorial              | 11.5                             | Segundo                          |
| 11/06/2019                       | Desafío de Capitanes             | 11.1                             | Segundo                          |
| 12/06/2019                       | Desafío de Salvación I           | 9.2                              | Segundo                          |
| 13/06/2019                       | Desafío de Salvación II          | 10.4                             | Tercero                          |
| 17/06/2019                       | Desafío de Salvación III         | 10.2                             | Tercero                          |
| 20/06/2019                       | Desafío de Salvación IV          | 11.8                             | Segundo                          |
| 21/06/2019                       | Desafío Territorial              | 10.2                             | Tercero                          |
| 25/06/2019                       | Desafío de Capitanes             | 10.5                             | Tercero                          |
| 26/06/2019                       | Desafío de Salvación V           | 11.5                             | Primero                          |
| 28/06/2019                       | Desafío de Salvación VI          | 14.4                             | Segundo                          |
| 04/07/2019                       | Desafío de Salvación VII         | 9.3                              | Tercero                          |
| 05/07/2019                       | Desafío a Muerte                 | 9.6                              | Tercero                          |
| 08/07/2019                       | Desafío Herencia                 | 11.5                             | Primero                          |
| 09/07/2019                       | Desafío Territorial              | 10.8                             | Tercero                          |
| 10/07/2019                       | Desafío de Capitanas             | 11.7                             | Segundo                          |
| 11/07/2019                       | Desafío de Salvación I           | 11.0                             | Segundo                          |
| 12/07/2019                       | Desafío de Salvación II          | 10.6                             | Segundo                          |
| 15/07/2019                       | Desafío de Salvación III         | 11.1                             | Segundo                          |
| 16/07/2019                       | Desafío Territorial              | 11.1                             | Segundo                          |
| 17/07/2019                       | Desafío de Capitanes             | 10.9                             | Segundo                          |
| 18/07/2019                       | Desafío de Salvación IV          | 11.7                             | Segundo                          |
| 19/07/2019                       | Desafío de Salvación V           | 9.9                              | Segundo                          |
| 22/07/2019                       | Desafío de Salvación VI          | 11.4                             | Segundo                          |
| 23/07/2019                       | Desafío a Muerte                 | 11.4                             | Segundo                          |
| 24/07/2019                       | Desafío Herencia                 | 9.8                              | Segundo                          |
| 25/07/2019                       | Desafío Territorial              | 10.4                             | Segundo                          |
| 26/07/2019                       | Desafío de Capitanes             | 9.8                              | Segundo                          |
| 29/07/2019                       | Desafío de Salvación I           | 10.7                             | Segundo                          |
| 30/07/2019                       | Desafío de Salvación II          | 11.0                             | Segundo                          |
| 31/07/2019                       | Desafío de Salvación III         | 10.9                             | Segundo                          |
| 01/08/2019                       | Desafío Territorial              | 11.3                             | Segundo                          |
| 02/08/2019                       | Desafío de Capitanas             | 10.5                             | Segundo                          |
| 05/08/2019                       | Desafío de Salvación IV          | 12.3                             | Segundo                          |
| 06/08/2019                       | Desafío de Salvación V           | 9.6                              | Segundo                          |
| 07/08/2019                       | Desafío a Muerte                 | 9.5                              | Segundo                          |
| 08/08/2019                       | Desafío Herencia                 | 11.6                             | Segundo                          |
| 09/08/2019                       | Desafío Territorial              | 11.5                             | Segundo                          |
| 12/08/2019                       | Desafío de Capitanes             | 11.2                             | Segundo                          |
| 13/08/2019                       | Desafío de Salvación I           | 11.7                             | Segundo                          |
| 14/08/2019                       | Desafío de Salvación II          | 11.8                             | Segundo                          |
| 15/08/2019                       | Desafío Territorial              | 11.0                             | Segundo                          |
| 16/08/2019                       | Desafío de Capitanes             | 10.9                             | Segundo                          |
| 19/08/2019                       | Desafío de Salvación III         | 10.6                             | Segundo                          |
| 20/08/2019                       | Desafío de Salvación IV          | 11.3                             | Segundo                          |
| 21/08/2019                       | Desafío a Muerte                 | 11.4                             | Segundo                          |
| 22/08/2019                       | Desafío Herencia                 | 11.0                             | Segundo                          |
| 23/08/2019                       | Desafío Territorial              | 11.1                             | Segundo                          |
| 26/08/2019                       | Desafío Millonario               | 12.0                             | Segundo                          |
| 27/08/2019                       | Desafío de Salvación I           | 10.9                             | Segundo                          |
| 28/08/2019                       | Desafío de Salvación II          | 11.0                             | Segundo                          |
| 29/08/2019                       | Desafío de Salvación III         | 10.8                             | Segundo                          |
| 30/08/2019                       | Desafío a Muerte                 | 9.5                              | Segundo                          |
| 02/09/2019                       | Desafío Herencia                 | 11.0                             | Segundo                          |
| 03/09/2019                       | Desafío Territorial              | 11.2                             | Segundo                          |
| 04/09/2019                       | Desafío Millonario               | 11.4                             | Segundo                          |
| 05/09/2019                       | Desafío de Salvación I           | 10.9                             | Segundo                          |
| 09/09/2019                       | Desafío de Salvación II          | 11.4                             | Segundo                          |
| 11/09/2019                       | Desafío a Muerte                 | 11.6                             | Segundo                          |
| 12/09/2019                       | Desafío Herencia                 | 10.0                             | Segundo                          |
| 13/09/2019                       | Desafío Territorial              | 11.4                             | Segundo                          |
| 16/09/2019                       | Desafío Millonario               | 11.3                             | Segundo                          |
| 17/09/2019                       | Desafío Final I                  | 10.6                             | Segundo                          |
| 18/09/2019                       | Desafío Final II                 | 11.4                             | Segundo                          |
| 19/09/2019                       | Desafío Final III                | 11.9                             | Primero                          |
| 20/09/2019                       | Desafío a Muerte                 | 11.2                             | primero                          |
| 23/09/2019                       | Gran Final                       | 13.9                             | primero                          |

Leyenda
     Emisión más vista
     Emisión menos vista